# Sárbogárd
Sárbogárd (németül: Bochart, szerbül: Šarbogard / Шарбогард) város a Közép-Dunántúl régióban, Fejér vármegye déli részén, a Sárbogárdi járás székhelye. A Dunántúl legnagyobb területű települése.
A város mai központjának, Bogárdnak az első említése 1323-ból való, földesura, Bogárdi István besenyő nemes volt. Még a 14. században jelent meg egy másik (szintén besenyő) település, Tinód is, amely ma a város része. Az 1969. július 1-jén Sárszentmiklóssal egyesült település 1970-ben kapott nagyközségi, 1986. január 1-én pedig városi rangot. Sárbogárd fontos vasúti csomópont: érinti a Budapest–Pécs-vasútvonal, itt kezdődik a Sárbogárd–Bátaszék-vonal, valamint végpontja a Sárbogárd–Székesfehérvár-vonalnak. A kiváló vasúti kapcsolatok mellett jó közúti megközelíthetőséggel rendelkezik, elsősorban a Székesfehérvárt Szekszárddal összekötő 63-as számú főútnak köszönhetően. Híres szülöttei többek között Mészöly Géza, Májer Lajos és Tinódi Lantos Sebestyén.

## Neve
Sárbogárd nevében a Bogárdnak a magyar bogár főnév az alapszava. A „Sár-” előtag a Sárvíz folyóra utal. Valószínűleg a Bogár és a Tinódi családoktól kapta Sárbogárd a nevét, akik az első tulajdonosai voltak a területnek.

## Élővilága

### Flóra
Sárbogárd és kistérségének növényvilágát leginkább a geológiai felépítése és a földrajzi helyzete határozza meg. Sárbogárd és vele együtt az egész Mezőföld az Alföld flóravidékéhez tartozik. Természetes növénytakarójára jellemzőek voltak a homokpuszták, a löszpuszták, a homoki tölgyesek és a tatár juharos lösztölgyesek, továbbá a folyóvizek völgyeit szikesek, mocsarak, ártéri ligeterdők és rétlápok jellemezték. Napjainkra azonban megváltozott a környék flórája, mindezek már nagyrészt eltűntek, a mocsaras, lápos területeket pedig nagy részét igyekeztek lecsapolni, átalakítani. A 200 évvel ezelőtti ritka fajokban gazdag lápvilágnak mára csak maradványai maradtak. A Sárréti Tájvédelmi Körzetnek területén a mai napig értékes nyúlfarkfüves láprétek, a tocsogós területeken csátés láprétek maradtak fenn. A legértékesebb botanikai értékei a tájvédelmi körzetnek a szikes- és sztyepptársulások, melyek közül kiemelkedő jelentőségűek az ürmöspuszták és a zárt homoki rétek növénytársulása.
Mivel a Mezőföld botanikai szempontból még viszonylag feltáratlan, országos vagy megyei szinten ritka növényfajok is előfordulnak. Például 1890 nyarán a dégi gyógyszerész pamacslabodát (latinul: Krascheninnikovia ceratoides) talált a Sárbogárdhoz tartozó Nagyhörcsökpusztán. 1957 óta pedig semmi jele annak, hogy valaki látott volna pamacslabodát a környéken.

### Fauna
Sárbogárdon a főút mentén 3 gólyafészek és egy fészekalátét található. A Magyar Madártani és Természetvédelmi Egyesület weboldalán elérhető adatbázisának 2012-es lekérdezése szerint Sárbogárd területén abban az évben 19 gólyafészek és 10 gólyafészek nélküli fészekalátét volt.
A Sárrét állatvilágát gazdag kétéltűfauna jellemzi (hat béka- és két gőtefaj). A területen a védett madárfajok közül 197 faj előfordulása és 97 faj fészkelése bizonyított, köztük olyan ritkaságok, mint a hamvas rétihéja, a kabasólyom, a macska- és a gyöngybagoly, a kuvik, a kék vércse és a kis őrgébics. A vonuló madárfajok közül a ritkaságuk miatt a kékes rétihéja, a fekete gólya, a réti fülesbagoly és a rétisas előfordulésa a leginkább említésre méltó a Sárréten. A mocsaras részeken pajzsos cankó, bíbic és az igen ritka nagy póling költ, a nedves réteken még viszonylag nagy számban él fogoly és fürj. A tájvédelmi körzet területén élő túzokállomány létszáma az elmúlt időben drasztikus csökkenést mutat. A Sárrét rovarvilága kevéssé kutatott, a ritka lepkefajok közül megtalálható a nagy tűzlepke és a törpeszender.
A Rétszilasi-halastavak a Dunántúl egyik legjelentősebb madárvonulási útvonalán fekszenek, eddig itt több mint 220 madárfajt figyeltek meg. A területen számos fészkelő madár fellelhető, mint például a cigányréce, szerecsensirály, illetve számos gémféle. Az átvonuló madarak közül a vadludak, különösen a vetési ludak tízezrei számára fontos pihenőhelynek, a vadrécéknek pedig fontos táplálkozási területnek számítanak a halastavak. A halastavak nagy vízfelülete számos kétéltű és hüllőfajnak biztosít otthont. Az emlősök közül a fokozottan védett vidra él nagy számban a halastavak környékén. A halfajok között megtalálható az amur, a csuka, a harcsák, a ponty és a busa is.

## Földrajza
A város Fejér vármegye déli részén fekszik, a Dunától mintegy 20 kilométer távolságban, a Közép-Mezőföldön. Földtanilag a település löszös területre épült.
A várostól nyugatra folyik a Sárvíz, amellyel szinte párhuzamosan terül el a település magja (északi része Bogárd, a déli Sárszentmiklós) észak-déli irányban. A városhoz további településrészek, egykori falvak és majorságok is tartoznak, melyek közül a legnagyobb a déli irányban található Rétszilas. Jelentősek továbbá keleti irányban Kislók, nyugatra pedig Hatvanpuszta (más néven Sárhatvan), Örspuszta és Pusztaegres. Az északnyugati része, Alsótöbörzsök a bogárdi rész északnyugati csücskétől hosszan terül el, és rajta keresztül Nagyhörcsökre lehet eljutni. A Sárvíztől nyugatra található Örspuszta, Sárhatvan és Pusztaegres is.
Sárbogárd közúton Székesfehérvártól és Pusztaszabolcstól 42 kilométerre, Budapesttől 91 kilométerre, Dunaújvárostól pedig 27 kilométerre fekszik, míg Szekszárdtól 63 kilométerre.

### Éghajlat
Sárbogárd a mérsékelt éghajlati övben fekszik. Sárbogárdon az évi középhőmérséklet 9,6–9,8 °C. A tél viszonylag enyhe, a nyár pedig viszonylag hűvös. Július hónap középhőmérséklete 21–21,5 °C, a január hónap középhőmérséklete -1,5 °C. A napsütéses napok száma évente 70 és 90 között van, a napsütéses órák száma évente körülbelül 2000 óra. Az évi csapadékmennyiség 560 milliméter.

## Történelme

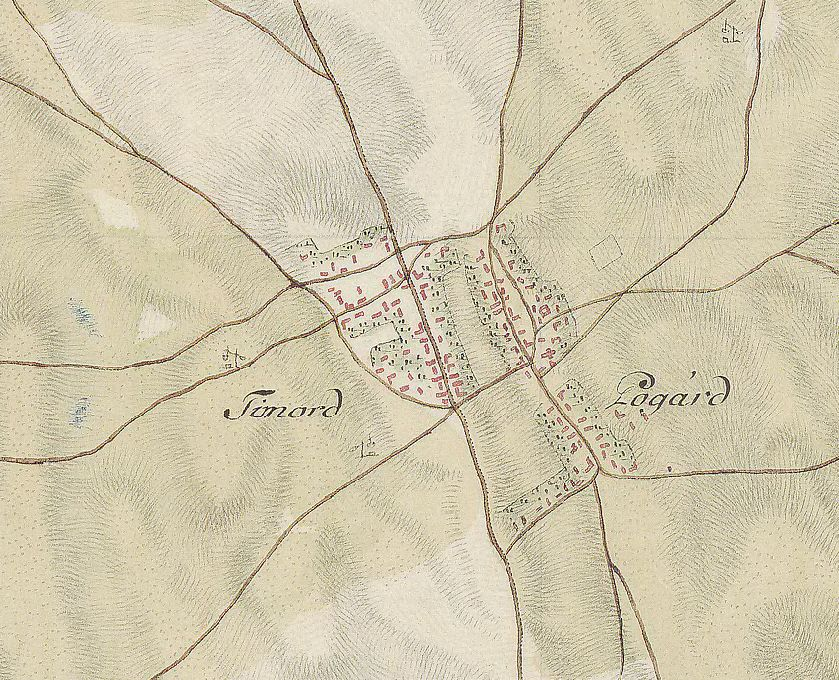
Sárbogárd az 1780–1784 között készített jozefiniánus topográfiai térképen

Sárbogárd területén és környékén évezredekre visszamenőleg megállapíthatók az emberi jelenlét nyomai, a legkorábbiak az újkőkorszak kései szakaszából valóak. Sárszentmiklós városrészén például római leletegyüttes került elő. A várostól nem messze, a Tringer tanyán, a Forrás-dűlőnél és a Templom-dűlőnél honfoglalás kori sírokat tártak fel az 1960-as évek elején. A Tringer-tanyán többek közt két varkocskorongot, kaurikagylót, láncot, gyöngyöket és függőt találtak.
Sárbogárd és környéke a korai középkorban a besenyők egyik szállásterülete volt. Ők nem tartoztak a Fejér vármegyei ispán joghatósága alá, hanem külön szervezetük volt. A besenyő szállások a Sárvíz partján, és a mai Sárszentágota—Töbörzsök vonaltól a megye déli határáig, Igar, Hard, Menyőd és Cece vonaláig terjedtek. I. Lajos magyar király királyunk 1352-ben vette fel a besenyő előkelőket az ország nemesei sorába, s megadta nekik mindazokat a kiváltságokat, amik a magyarországi nemességet megillették. A közemberek pedig magyar jobbággyá lettek.
A város mai központja, Bogárd első említése 1323-ból való, földesura Bogárdi István besenyő nemes volt (besenyő neve még Bugár volt). Még a 14. században jelent meg egy másik (szintén besenyő) település, Tinód is, amely mára Sárbogárd része lett. A Sárvíz mellett létrehozott két település tulajdonosai, a Bogárdi és a Tinódy család egymással rokonságban álltak.

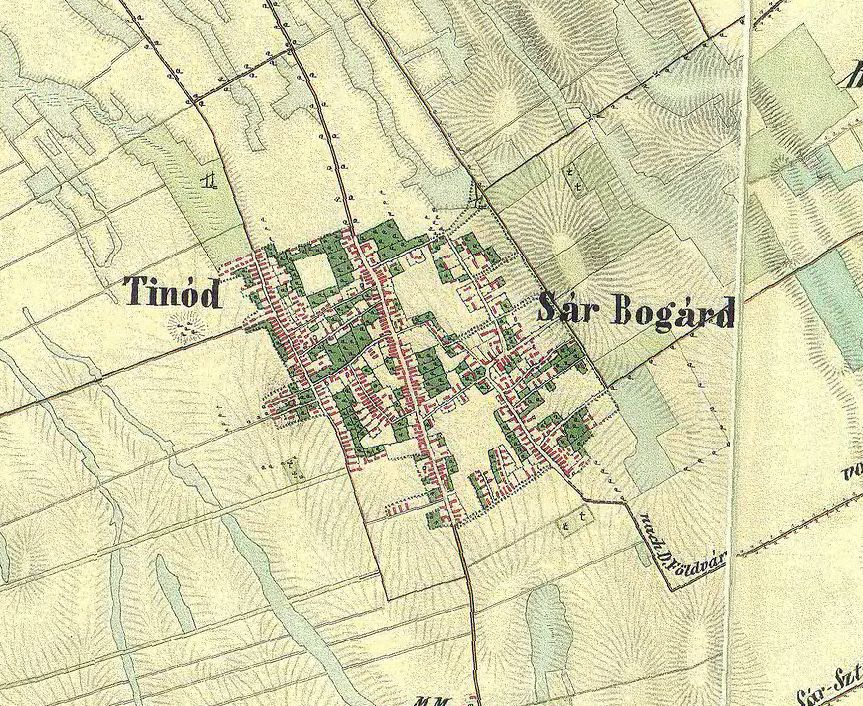
Sárbogárd az 1806–1869 között készített franciskánus topográfiai térképen

A törökök hamar megjelentek a területen. Itt vonult Mohamed pasa 1526-os, 1528-as és 1541-es hadjárata, amelyeken túl további portyázások is jellemezték a hódoltságot. Így az itt élők nagy része vagy egyszerűen nyugatra távozott, vagy a Sárvíz mocsaras vidékén keresett menedéket. A terület felszabadítása az 1684-es, Lotaringiai Károly által vezetett hadművelettel indult, 1686-ban már ténylegesen keresztény felügyelet alatt állt.
A sárbogárdi települések újranépesedése a 17. században magától ment végbe: egyrészt a Duna mentén érkező délszlávok, másrészt a nyugatról és a mocsarakból visszatértek népesítették be a korábbi falvakat. A kereskedelem beindultával – mivel Sárbogárd a Buda–Fehérvár–Pécs és az Enying–Dunaföldvár utak kereszteződésében helyezkedett el – sokat javult az életszínvonal a nagyrészt kisnemesi, egymásra utalt településrészeken. Meszlényi Rudolf a Fejér vármegyei reformnemzedék vezéralakja bogárdi származású, aktívan részt vett a pozsonyi diétán.

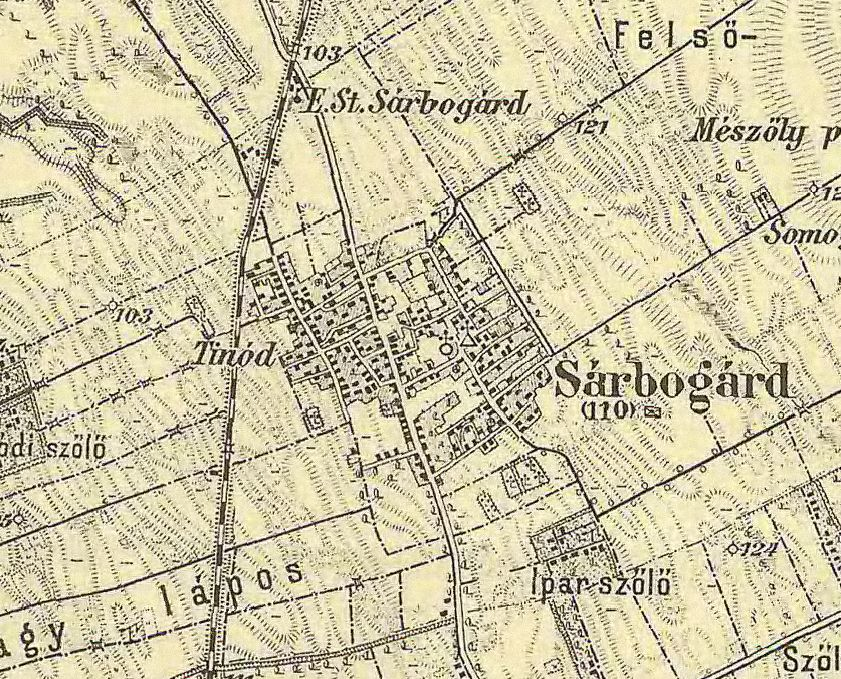
Sárbogárd az 1872–1884 között készített ferencjózsefi topográfiai térképen

A 19. században már Sárbogárdként ismeretes a mai település, miután Tinód és Bogárd az 1880-as években egyesült. Az ekkori település a környék egyéb lakott területeivel ellentétben ténylegesen faluként működött, így sokan költöztek ide a környező majorságokról. 1855-ben azonban már mezővárosi rangot kapott, 1872-ben nagyközség, 1879-ben járási székhely lett.
A mezőváros vasúthálózathoz való csatlakozása 1882–83-ban történt, amikor is rövid idő alatt két vonal épült Sárbogárdon: egyrészt a Budapest – Pécs Vasúttársaság rekordidő alatt elkészült fővonala, másrészt a Rétszilas–Szekszárd Helyi Érdekű Vasút a MÁV kezelésében. Később (1897-ben) ezekhez csatlakozott a Sárbogárd–Székesfehérvár fővonal is. Így regionális központi jellege folyton nőtt; a 20. század elején az ipar – elsősorban a környék jó mezőgazdasági terményeire épült élelmiszeripar – is megjelent a városban. 1920-ban alapították meg a Sárbogárdi Gimnáziumot.
Sárbogárd a második világháború során, 1944. december 1. és 1945. március 24. között a frontvonalon feküdt, ami súlyos pusztításokat okozott a településnek. Ám a háború lezárultával komoly fejlődés várt rá.
Az 1956-os forradalom budapesti kirobbanását követően Sárbogárdon is tüntetések zajlottak le. Október 28-án megalakult a Forradalmi Tanács. November 4-én hajnalban megindult a szovjet támadás a város ellen.
1953–54-ben új vasútvonal (Rétszilas–Sztálinváros) épült a városban. Az 1960-as években pedig az ipar is ugrásszerűen gyarapodott, élelmiszer- és feldolgozó ipari vállalatok, valamint a VIDEOTON jelent meg a településen. Az 1969. július 1-jén Sárszentmiklóssal egyesült település 1970-ben kapott nagyközségi rangot, 1986. január 1-jétől pedig város.

### Sárbogárd és a katonaság

#### A II. világháború előtti és az azt követő közvetlen időszak
Keveset tudunk erről az időszakról. Nem tudjuk pontosan, hogy a (magyar és volt szovjet) laktanyák pontosan mikor épültek. Az sem pontos adat, hogy a szovjetek mikor kerültek ide. Az 1945-ös időpont feltételezés, mivel a Különleges Hadtest – lásd majd a sárbogárdi vonatkozását később – az ausztriai csapatok biztosítására alakult. Ez a körülmény 1955. május 15-ig állt fenn, mivel ekkor írták alá az Ausztria semlegességét garantáló bécsi államszerződést és a szovjetek kivonultak Ausztriából. Ezután már – nemzetközi szerződés híján – illegálisan tartózkodtak Magyarországon.
A magyar laktanyáról annyit tudunk, hogy 1945 előtt már létezett, pár épülettel és több istálló és szín épülettel. (Erről helyszínrajz található).
Sajnos írásos alapja csak az alábbi alakulatnak és intézménynek található:
1938–45:18/II. Honvéd Gyalogos Zászlóalj (Elöljáró: M. kir. 18. Honvéd Gyalogezred, Szekszárd.)
A zászlóalj biztosan harcolt a doni csatában.
1944-45: 252. Vöröskereszt Hadikórház Sárbogárd. (A hátországi kategóriákban, a volt titkos ügyiratok jegyzékében található.)

#### „Ideiglenesen” hazánkban állomásozó alakulatok
1945-től: Szovjet alakulatok a rendszerváltásig. (Harckocsizó ezred, sorozatvető ezred, építő zászlóalj). …A Szovjet Honvédelmi Minisztérium 1956 október 23-án 20 órára riadókészültségbe helyezte a Magyarországon állomásozó Különleges Hadtest két gépesített hadosztályát, és meghatározta, hogy a hadtest fő erőivel vonuljon be Budapestre, foglalja el a város legfontosabb objektumait, és „állítsa helyre a rendet”. …A szovjet csapatok október 23-án 22 órakor Kecskemét, Cegléd, Szolnok, Székesfehérvár és Sárbogárd helyőrségekből megkezdték a menetet Budapest irányába. Tehát, az akkori, sárbogárdi – 37. gárda harckocsizó ezred – szovjet alakulat részt vett a forradalom fő gócpontjának leverésében.
(Szerző megjegyzése: Amikor ezeket a sorokat olvastam a felszabadított titkos okmányok alapján, eszembe jutott: 1956-ban -az akkori járásszékhelyen- Adonyban laktunk és nevezett időpontban a 6-os számú főúton, Sztálinváros-Kulcs felől, hosszú sorban dübörögtek a harckocsik, Budapest felé. Szinte rengett a föld! Akkor még nem tudhattam, ma már tudom, hogy ezek Sárbogárdról jöttek, mivel a többi helyőrség kizárható.)

#### A honvédségi levéltári anyagokban is említett alakulatok, szervezetek
1950. november 1.–1951. október 31.: 62. páncéltörő tüzérezred (MN 9216)
1950. november 1.–1951. október 31.: 36. páncéltörő tüzérdandár-parancsnokság (MN 9564)
1952. december 1.–1953. október 27.: 17. önálló nehéz harckocsi- rohamlöveg ezred (MN 9935)
1953. november 15.–1956. február 26.: 85. tarackágyús tüzérosztály (MN 5826)
1953. november 15.–1956. február 26.: 95. tarackágyús tüzérosztály (MN 3110)
1953. november 15.–1954. november 24.: 34. ágyús tüzérdandár-parancsnokság (MN 9900)
1953. november 15.–1954. november 24.: 40. tüzér műszeres felderítő osztály (MN 5318)
1954. november 25.–1956. február 25.: 79. ágyús tüzérosztály (MN 5993)
A fenti alakulatok az 50-es évek „tömeghadsereg kialakításának termékei”.
1951–1955: MH Sárbogárdi Kiegészítő Parancsnokság (városi)
1958-1966, 1967–1972: MN Sárbogárd Járási Kiegészítő Parancsnokság (járási)
Megjegyzés: Az idősebb korosztály még emlékezhet a régi kultúrházi sorozásokra!
1972–1985: MN Járási Polgárivédelmi Parancsnokság
Megjegyzés: Nagyon sok helyi lakos volt tagja a polgári védelmi szak-alakulatoknak – riasztó, egészségügyi, műszaki, vegyi-védelmi –, melyek többször is tartottak gyakorlatot a településen.
(Megjegyzés: Kezdetben, 1951. június 1. előtt az alakulatok, szervek megnevezése MH-Magyar Honvédség, utána MN-Magyar Néphadsereg, majd 1990. március 15.-től újra MH).
1960-tól honi légvédelmi tüzér-/rakéta alakulatok:
1960. november 1.–1973. március 30.: 11/4. Honi Légvédelmi Tüzérosztály (MN 1124)
1978. március 31.–1987. június 30.: 104/1. Honi Légvédelmi Tüzérosztály (MN 1124)
1987. július 1.–1991. június 30.: 104/1. Honi Légvédelmi Rakétaosztály (MN 1124)
1991. július 1.–1995: 11/5. Honi Légvédelmi Rakétaosztály (MN 1124) és Központi Kiképzőbázis
1995–1996: 5. Honi Légvédelmi Rakéta Osztály-Csoport (11/2 és 11/5 osztályokból)
1996–2001. június 30: 5. Honi Légvédelmi Rakéta Zászlóalj ( 7-VOLHOV osztályból)
Megjegyzés: A 2001-es lv a laktanya bezárásának dátuma. 1999-ben léptünk be a NATO-ba. Egyetlen gyakorlaton vett részt 2 VOLHOV osztály. Ez az „orosz technika” nem kellett, így teljes felszámolásra került.

#### Rövid időre a laktanyába telepített légvédelmi alakulatok
1985. március 1.–1986. január 1.: 104/4. Honi Légvédelmi Tüzér-Osztálycsoport (MN 1698)
1977. november 1.–1978. május 5.: 11/12. Honi Légvédelmi Tüzérosztály (MN 6367)
1983. július 4.-1991. június 30.: 104. Honi Légvédelmi Tüzér-/Rakétaezred Parancsnokság (MN 3011)
Megjegyzés: Ez volt a település és a honvédség kapcsolatának „virágkora”.
Az ezredtörzs áttelepülését (diszlokációját) megelőző években kezdődő, zömében új létesítmények építése és színvonalas felújítási tevékenység tette lehetővé a helyőrség alakulatainak és családjainak a megfelelő elhelyezést. A tevékenység több építési ütemben zajlott, folytatódott a diszlokáció után is.
Amit a városnak a honvédség adott: A három ütemben átadott 260 db új, összkomfortos lakás. A lakótelepen felépült Helyőrségi Klub, új hőközpont, park és korszerű sportlétesítmények.
Jelentős számú iskolai és óvodai férőhely kialakítás, kereskedelmi egységek bővítése. A környék közműhálózatának bővítése új létesítményekkel: víz-, csatorna-, központi fűtés, melegvíz- és központi TV kábelhálózatok. Elektromos transzformátor állomások telepítése. Út- és járdahálózat bővítése, felújítása stb.
Nem véletlenül, többször is találkoztunk azzal a megállapítással, hogy a fenti tények elősegítették a település várossá nyilvánítását.
A laktanyát és a lakótelepet az ARÉV (Alba Regia Építőipari Vállalat), a titkos katonai objektumokat a honvédség kijelölt építőipari alakulatai (KAFÉV) építették.
1966-tól rádiótechnikai alakulatok (MN 8687):
1966.09.01.–1977.08.31: 45/2. Hadműveleti Rádiótechnikai Század
1977.09.01.–1978.03.30: 45/2. Honi Rádiótechnikai Század
1978.03.31.–1985.08.30: 54/3. Honi Rádiótechnikai Zászlóalj
1985.08.31.–1997.12.31: 4. Honi Rádiótechnika Zászlóalj Parancsnokság
Csak háborúban feltöltendő „M” keretalakulatok:
1968–85: Vonalépítő híradó alakulat (Központja: Ercsi)
1969–91: Hírközpont (Központja: Nyíregyháza)
Megjegyzés: Főleg az utóbbi – népnyelv szerint az „M” törzs – mozgósítási gyakorlatain volt tele a település és az ágotai erdő tartalékosokkal.

## Közélete

### Polgármesterei
- 1990–1994: Németh Rudolf (nem ismert)[24]
- 1994–1998: Varga László (MSZP)[25]
- 1998–2002: Varnyu Péter (független)[26]
- 2002–2006: Juhász János (MSZP)[27]
- 2006–2010: Juhász János (független)[28]
- 2010–2014: Dr. Sükösd Tamás (Fidesz)[29]
- 2014–2019: Dr. Sükösd Tamás (Fidesz)[30]
- 2019–2024: Dr. Sükösd Tamás (Fidesz–KDNP)[31]
- 2024– : Dr. Sükösd Tamás (Fidesz–KDNP)[1]

## Népesség
A 2001-es népszámlálási adatok szerint Sárbogárdnak 13 541 lakosa volt, ennek a 96%-a magyar, a 0,7%-a cigány, a 0,3%-a német nemzetiségű és 3,7% nem válaszolt a nemzetiségi kérdésre.
2012. január elsején 5098 lakás volt a városban, km²-enként 26,925.
A 2011-es népszámlálás során a 12 635 lakos 82,5%-a magyarnak, 2% cigánynak, 0,5% németnek mondta magát (17,2% nem nyilatkozott; a kettős identitások miatt a végösszeg nagyobb lehet 100%-nál).
2022-ben a lakosság 90,2%-a vallotta magát magyarnak, 1% cigánynak, 0,3% németnek, 0,1-0,1% románnak, lengyelnek, ukránnak és szlováknak, 2% egyéb, nem hazai nemzetiségűnek (9,7% nem nyilatkozott; a kettős identitások miatt a végösszeg nagyobb lehet 100%-nál). Vallásuk szerint 27,4% volt római katolikus, 13% református, 1% evangélikus, 0,2% görög katolikus, 1% egyéb keresztény, 1,3% egyéb katolikus]], 15,8% felekezeten kívüli (40,2% nem válaszolt).
Sárbogárd lakónépességének alakulása:
| Lakosok száma | 12 508 | 12 385 | 11 937 | 11 600 | 11 534 | 11 475 | 11 518 |
|               | 2013   | 2014   | 2018   | 2021   | 2022   | 2023   | 2024   |

## Sárbogárd városrészei

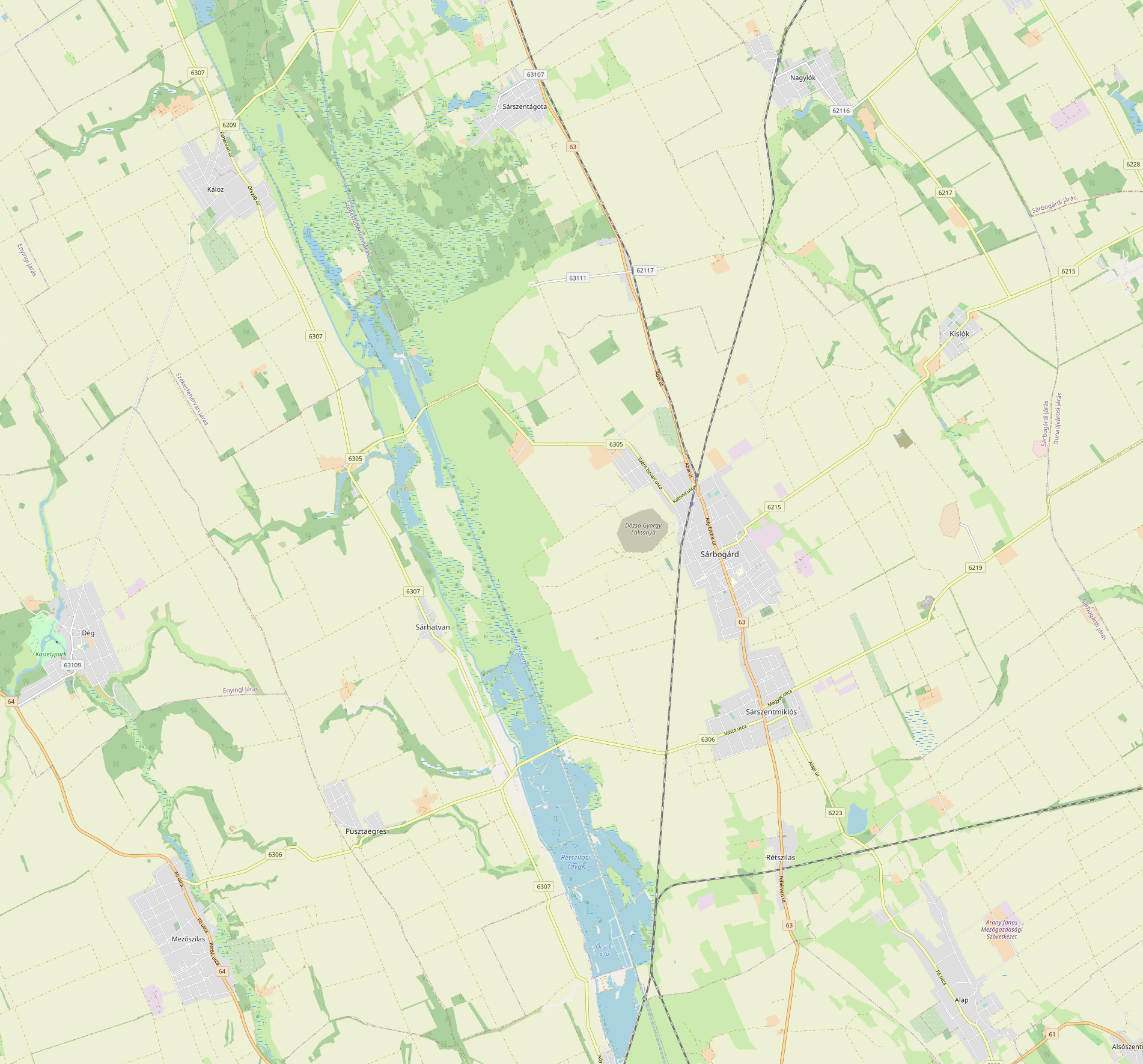
Sárbogárd környékének térképe

- Sárszentmiklós
- Ötvenkilencpuszta
- Kislók
- Alsótöbörzsök
- Sárbogárd

.

## Közlekedés

### Vasút

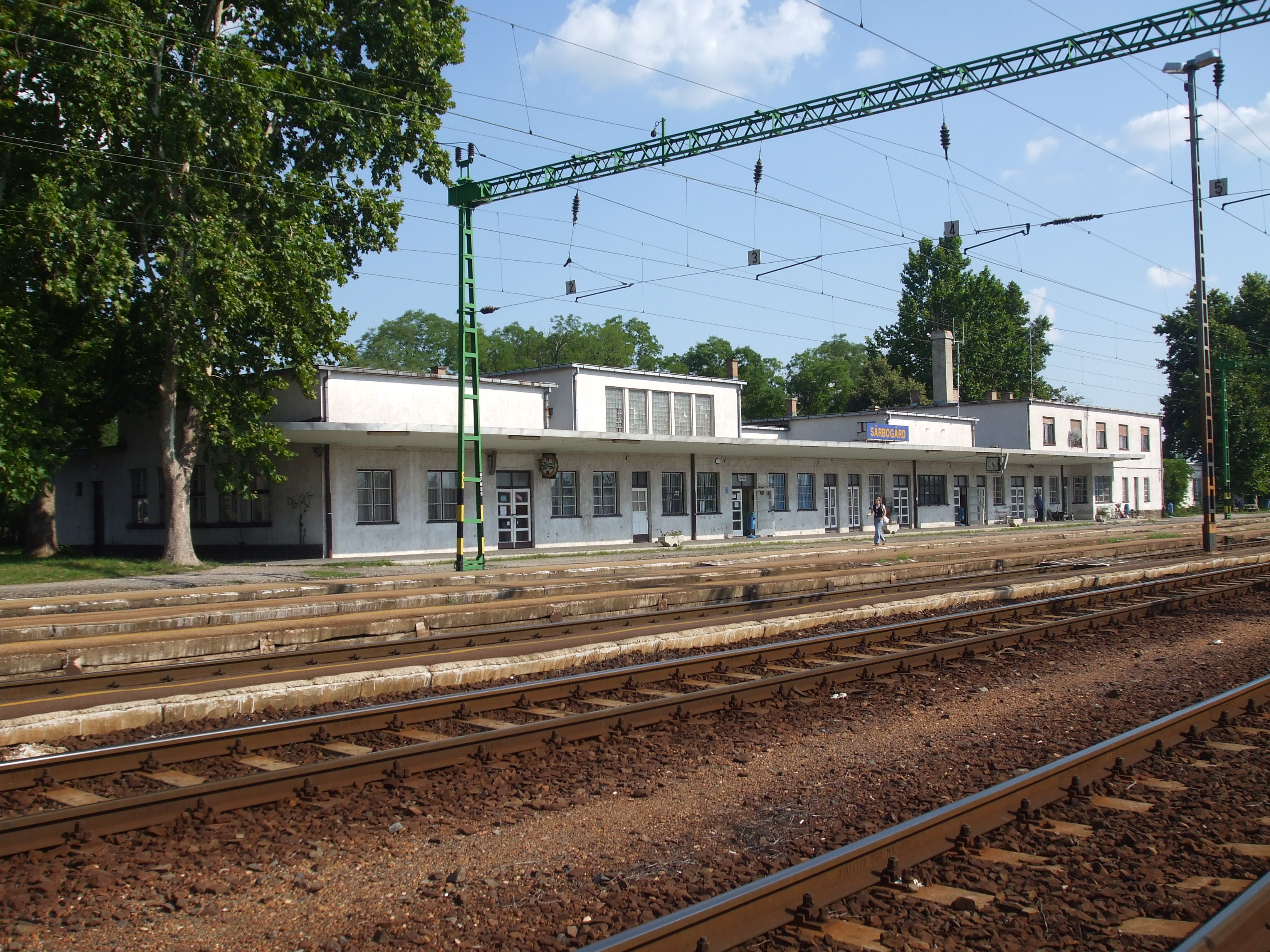
Sárbogárd állomás felvételi épülete

Sárbogárd fontos vasúti csomópont. A Pusztaszabolcs–Pécs-vasútvonalról Sárkeresztúr-Székesfehérvár felé, illetve Rétszilason Szekszárd–Tolna-Mözs-Bátaszék–Baja irányába van fővonali leágazás a településen. Rétszilast egy másik vasútvonal Mezőfalvával és azon keresztül Dunaújvárossal kapcsolja össze (Mezőfalva–Rétszilas-vasútvonal). Sárbogárdot Budapesttel, Péccsel, Kaposvárral, Zágrábbal köti össze InterCity, gyorsvonatok a Dél-Dunántúl fontosabb városaiba, Somogyszobra és Budapestre szállítják az utasokat. Néhány személyvonat is közlekedik az előbbi négy vasútvonalon.

#### Felvételi épület
Az állomásépület a MÁV első háború utáni épülete, 1947-ben épült, bauhaus stílusban, terveit Kajdi Ferenc készítette.
A sárbogárdi vasútállomás állaga napjainkra leromlott. Pécsek Imre, a MÁV kommunikációs igazgatóságának szakértője a Fejér Megyei Hírlapnak elmondta, hogy a vasúttársaság arra törekszik, hogy hosszú távú megoldás szülessen, amikor a vasútállomás felújításra kerül.

### Közúti közlekedés
A város legfontosabb útja a 63-as főút, amely Székesfehérvárt Szekszárddal köti össze. Ezzel párhuzamosan húzódik, mintegy 6-8 kilométerre nyugatra, a Sárvíz völgyének túlsó szélén a Sáregres–Szabadbattyán közti 6307-es út, amely a város közigazgatási területének nyugati részén fekvő településrészek (Örspuszta, Sárhatvan, Nagyhörcsökpuszta) számára biztosít összeköttetést. Dunaújvárossal és Mezőfalvával a várost a 6219-es út kapcsolja össze, Kislókra a 6215-ös úton, Alapra pedig a 6223-as úton lehet eljutni Sárbogárd belvárosából; Alsótöbörzsök–Nagyhörcsökpuszta felé a 6305-ös út indul a városközpontból, Mezőszilassal pedig a 6306-os út köti össze, Örspuszta és Pusztaegres érintésével. Érinti még a város közigazgatási határát a Dég–Káloz közti 6304-es számú összekötő út is. Érdemes megemlíteni az M6-os és az M7-es autópálya közelségét, ami a nagy távolságokra való közlekedést, szállítást teszi könnyebbé. Sárbogárd helyközi autóbusz-közlekedése biztosítja a város elérhetőségét a környező megyei jogú városokból, Győrből és a szomszédos településekről; a városban helyi járat is üzemel.
Az M8-as autópálya építésének egyik verziója szerint Sárbogárdon is áthaladna az autópálya. Nagy vita alakult a körül, hogy az autópálya Fejér megyei szakasza Székesfehérvár vagy Sárbogárd–Enying térsége felé vezessen-e el. Egyes érvek szerint, ha a Sárbogárd és Enying térségében haladna el az autópálya, akkor több munkalehetőség alakulna ki az autópálya 70*70 kilométeres térségben, ami megoldaná Tolna, Fejér és Somogy vármegye munkanélküliségi problémáját. Más érvek szerint, ha Székesfehérvár felé kerülne az autópálya akkor 7000-rel több munkalehetőség teremtődne és ⅓-dal több külföldi befektetőt vonzana, mint a Sárbogárd felé elkerülő szakasz.

## Gazdaság

### Munkanélküliség
Fejér vármegyében az országos átlagnál jóval kisebb a munkanélküliség, azonban a megye különböző pontjain eltérőek az értékek. A munkanélküliségi ráta a megye déli részén, a Sárbogárdi és az Enyingi járásban mutatja a legmagasabb értékeket. A térség azonban az elmúlt években folyamatosan fejlődött, ennek köszönhetően kezd fölzárkózni a 2%-nál is alacsonyabb munkanélküliségi rátával bíró Székesfehérvárhoz és környékéhez.
| Mérés dátuma              | 2000. január 20. | 2002. január 20. | 2004. január 20. | 2006. január 20. | 2008. január 20. | 2010. január 20. | 2012. január 20. | 2014. január 20. | 2016. január 20. | 2018. január 20. | 2019. január 20. |
| ------------------------- | ---------------- | ---------------- | ---------------- | ---------------- | ---------------- | ---------------- | ---------------- | ---------------- | ---------------- | ---------------- | ---------------- |
| Munkanélküliségi ráta (%) | 8,91             | 8,80             | 9,06             | 10,56            | 9,88             | 12,03            | 14,64            | 10,56            | 7,85             | 5,30             | 4,53             |

### Mezőgazdaság
A város lakosságának nagy része a mezőgazdaságból él. A környező kiváló minőségű földeken gabona-, kukorica-, cukorrépa- és napraforgótermesztés folyik, de jellemző a sertéstenyésztés is. Sárbogárd térsége gyümölcstelepítésre kiválóan alkalmas. A mezőgazdasági terményekre kiterjedt feldolgozóipar épül.
Sárbogárd területének 86%-a áll mezőgazdasági művelés alatt. A város területének 66,7%-a szántóföld; 11,1%-a legelő; 3,1%-a erdő; 1,1%-a rét. A kivett (vagyis lakott) terület 13,8%-a Sárbogárd területének.
Sárbogárdon sertés-, baromfi- és szarvasmarha-tenyésztés folyik. 1863-ban a szarvasmarhák száma 220, a baromfiak száma 21 000, a sertések száma 400 darab volt. 2011-ben a szarvasmarhák száma 635, a baromfiak száma 9000, a sertések száma pedig 4200 darab. Az állattenyésztés legfontosabb ágazata a sertéstenyésztés.
2011-ben a mezőgazdasági alkatrészeket, gépeket árusító Valkon Kft. telephelyet hozott létre Sárbogárdon, melyet október 21-én mutattak be a nyilvánosság számára. A telephely javítóműhelyként, alkatrészboltként, funkcionál.
A mezőgazdasági cégek közül jelen van még Sárbogárdon, a Köztársaság úton a KITE Zrt is. A cég tevékenységi köre a mezőgazdasági termelők továbbképzése, szakmai bemutatók, szaktanácsadások, gazdasági érdekképviselet, információcserék szervezése.

### Ipar
Sárbogárd 1920-ig a népi bútorkészítés központja volt.
1993-ban létrejött a Sárbogárdi Ipari Park, a volt szovjet laktanya területén. 2000-ben a Mannesmann VDO Car Communication multicég beszüntette a munkát az autórádiókat gyártó sárbogárdi üzemében. A Mannesmann iparűzési adójából befolyó összeg Sárbogárd 1,7 milliárdos költségvetésének 8-10%-át adta. (A cég 1999-ben 1,3 millió készüléket gyártott itt, és távozásával 845 munkahely szűnt meg Sárbogárdon). A gyártást Kínába helyezték át, ahol olcsóbb a munkaerő és alacsonyabbak az alkatrészárak, továbbá a működés egyéb járulékos költségei is, mint Magyarországon. Az év októberében a honvédség helyi alakulata is eltávozott a városból, amivel szintén munkahelyek szűntek meg.
2003-ban egy holland cég, a Key Tech egy üzem kivitelezésébe kezdett, de 2009-ben beszüntették a munkát. A cég bezárásával 120 ember maradt munka nélkül. Helyi hírek szerint még a gépeket is eladták.
Sárbogárd legnagyobb ipari létesítménye a VIDEOTON sárbogárdi üzemegysége volt, a maga 107000 m²-es területével, mely napjainkban már nem működik.

### Szolgáltatások
A szolgáltatási és kereskedelmi szektor kiterjedt (főleg a szállítmányozás terén), de elmarad a megye egyéb városaiban megszokott átlagtól.
A nagykereskedelmi áruházláncok közül Sárbogárdon megtalálható a Lidl, a Rossmann, a Tesco, a Penny Market és a Coop (a Coopnak 3 üzlete van Sárbogárdon). Egykoron Plus áruház is volt a városban, de beleolvadt a Sparba. 2009. február 12-én nyílt meg a vásárlók előtt a Plus áruház egykori helyén a Spar.
Sárbogárd több pontján található postahivatal. 2005 tavaszán adták át a posta új központi épületét, amely Fejér vármegye legkorszerűbb postahivatala. A beruházás megközelítőleg 100 millió forint volt. A posta felavatásán a miniszterelnök is ott volt.
OMV üzemanyagtöltő állomás található Sárbogárdon, az Ady Endre utcában.

## Kultúra, oktatás, média

### Kultúra
A városi művelődési házban (József Attila Művelődési Ház) tanfolyamok (jóga, KRESZ, angol, néptánc, modern tánc stb.), klubok (nyugdíjas, természetjáró, életmód) amatőr művészeti közösségek (Városi Vegyeskar, Városi Fúvószenekar, Petőfi Irodalmi Színpad) működnek.
A könyvtári ellátást a Madarász József Városi Könyvtár biztosítja. Gyakran rendeznek kiállításokat, irodalmi előadásokat, találkozókat.
A város több település összevonásával jött létre, ezért máig megőrizte többközpontúságát. Ebből adódóan a két legnagyobb hozzácsatolt településrészen (Sárszentmiklós és Töbörzsök) külön klubkönyvtárak szolgálják a közművelődést.

#### Madarász József Városi Könyvtár
A Madarász József Városi Könyvtár 1952. november 7. óta áll az olvasók rendelkezésére. A kezdetek idején a könyvállomány körülbelül 3000 volt. Napjainkban a könyvtár több mint 61 ezer könyvet, 3000 kép- és 2600 hangzódokumentumot, 100 folyóiratot kölcsönöz. A magyar kultúra napján felolvasó délelőttöket és -délutánokat tartanak.

### Oktatás

#### Oktatástörténet
Sárbogárdon az iskolai oktatás beindulása az 1784-es esztendőig nyúlik vissza. 1791-ben két népiskola indított a református egyház. 1826-ban felmerült az egyházi gimnázium alapításának gondolata, de abban az évszázadban nem lett belőle semmi. 1921-ben Csanády Sándor, helyi születésű pedagógus létrehozta az akkori Magyarország egyetlen önkormányzati fenntartású középfokú iskoláját, amely 1928-ban bezárta kapuit. 1932-ben magántulajdonú polgári iskola indult Sárbogárdon, melyet 1938-ban államosítottak. Ez az iskola 1948-ban zárta be a kapuit.

#### Általános iskolák és óvodák
A településen négy óvoda és három általános iskola működik.
Óvodák:
- Sárbogárdi Zengő Óvoda
- Sárbogárdi Zengő Óvoda Sárszentmiklósi Tagóvodája ( régi Kipp-kopp Óvoda)
- Sárbogárdi Zengő Óvoda Pusztaegresi Telephelye ( régi Kölyökvár Óvoda)
- Sárbogárdi Zengő Óvoda Töbörzsöki Telephelye ( régi Aprajafalva Óvoda)

Általános iskolák:
- Szent István Általános Iskola
- Mészöly Géza Általános Iskola
- Sárszentmiklósi Általános Iskola

#### Speciális iskola
A Fejér Megyei Kossuth Zsuzsanna Általános Iskola, Speciális Szakiskola és Egységes Gyógypedagógiai Intézmény egy többcélú intézmény, mely 1984-től kizárólag fogyatékos tanulókkal foglalkozó általános iskola, gyógypedagógiai nevelési-oktatási létesítmény, illetve speciális szakiskolai oktatási feladatokat nappali ellátására szakosodott. A szakiskolában könnyűipari (bőrtárgykészítő, textiltermék összeállító) és építészeti szakmacsoport (mázoló és lakkozó, plakátragasztó, szobafestő, tapétázó) működik.
Az iskolába főképpen Bicske, Martonvásár, Mór, Sárbogárd, Velence településekről jelentkeznek a diákok.
Speciális készségfejlesztő szakiskolaként az akadályozott tanulók is esélyt kapnak. Szakszolgálati programjukon keresztül foglalkoznak gyógypedagógiai tanácsadással, fejlesztő felkészítéssel, stb. Szakmai szolgáltatásai között van a szaktanácsadás, pedagógusok továbbképzése, tanácsadó szolgálat, stb.
Az intézmény 2012. január elsejétől állami fenntartásba került.

#### Középiskola
A Fejér Megyei Petőfi Sándor Gimnázium és Szakközépiskola 1951. szeptember 16-án indult el két első és egy második osztállyal a mai Fejér Megyei Petőfi Sándor Gimnázium és Szakközépiskola jogelődje, a tanítóképző. A kezdetekkor az iskolának 90 tanulója és öt nevelője volt. Amíg felépítették a szükséges épületeket, az állam kisajátította a Huszár Ágoston-kúriát és diákotthonnak a dr. Örvös Olivér által félig felépített, kórháznak szánt épületeket használták. A tortatermet leszámítva 1956-ig az épületek elkészültek.
1955 és 1961 között az osztályok reál és humán tagozatosok voltak. 1958-ban az iskola beiskolázása elérte a nyolc osztályt, amelyek közül 5 reál és 3 humán tagozatos volt. Tanulói létszáma már 220 és 240 között, a tantestületé pedig 12 és 18 fő között mozgott ekkoriban. 1961-ben már csak általános tantervű osztályok indultak. Az iskola az idők folyamán néhány névváltozáson is átesett: 1964 és 1971 között Általános Gimnázium és Szakközépiskola (Öntözőgépész és Közgazdasági Szakközépiskola), 1971 és 1973 között Általános Gimnázium és Szakközépiskola, 1973 és 1988 között Petőfi Sándor Gimnázium, 1988-tól Petőfi Sándor Gimnázium és Híradásipari Szakközépiskola néven működött. 2012. január 1-jén a középiskola a Fejér Megyei Önkormányzat tulajdonából az államéba került az iskola, így a hivatalos neve Fejér Megyei Petőfi Sándor Gimnázium és Szakközépiskola lett.
2011. szeptember 1-jén az iskolának 430 diákja volt.
Az iskolában kiemelt figyelmet kap az informatikai és nyelvi képzés és több mint 20 szakkörre van lehetőségük a nebulóknak.

### Rendezvények

#### Sárbogárdi Napok
Sárbogárdi Napok néven évente rendeznek kulturális fesztivált a városban, aminek programsorozatában sportversenyek (labdarúgó-bajnokság, kosárlabdatorna, kézilabdatorna stb.), zenés műsorok, főzőverseny és sok egyéb kulturális műsorszám szerepel. 2012-ben 21. alkalommal rendezték meg a Sárbogárdi Napokat.

#### Hintók versenye
A város egyik leglátogatottabb rendezvénye a Hintók Versenye, amely minden év áprilisa utolsó hétvégéjén kerül megrendezésre a város egyik legszebb pontján, az Ifjúsági Parkban. Rendezője a Sárbogárdi Lovas Egyesület. A versenyen két kategóriában lehet nevezni: akadályhajtásban és vadászhajtásban. A versenyen kívül egyéb programsorozatok várják az odalátogatókat.

### A Polgárok a Városért Civil Műhely
Közösségi élet terén új színfolt: a „Polgárok a Városért Civil Műhely” létrejötte, amihez 2008 januárjában a városközpont rehabilitációjával kapcsolatban kipattant botrány köthető. Ez még nagyobb összefogásra késztette a sárbogárdiakat, s ebből született meg a Polgárok a Városért Civil Műhely.
Sikereként könyveli el, hogy a Kulturális Örökségvédelmi Hivatal műemléki védettségi státusszal látta el a sárbogárdi zsinagógát.
A sárbogárdi KAPOCS Egyesületet szervezte, 2010 óta működésének nincs nyoma.

### Média
Sárbogárdnak saját nyomdája van. Rendszeresen megjelenő lapjai a Sárréti Híd és a Bogárd és Vidéke. Helyi televíziói a Bogárdi TV, illetve a Mosoly TV.
A város információs portálja a www.bogard.hu.
A város chatjeként működik a Sárbogárd Chat Archiválva 2005. november 18-i dátummal a Wayback Machine-ben.
Sárbogárd legelső újságja a Haladás volt, ami csak néhány kiadást ért meg, 1895-ben. Ezt követően a Járási Értesítő 1901-ben, a Vértesalja hitéleti füzet 1910-ben és a két szakaszban megjelent Sárbogárd és Vidéke 1907-ben és 1912-ben jelent meg a helyi sajtóban.
2005-ben Lugossy István rendező „Szabad a gazda – Sárbogárd, 90-es évek” néven 90 perces, korhatár nélkül megtekinthető dokumentumfilmet készített, amely Sárbogárd és környékének mezőgazdaságán keresztül mutatja be Magyarország mezőgazdaságnak a rendszerváltás utáni ellentmondásokkal teli időszakát.

## Sportélete

### Labdarúgás
Sárbogárdon igen élénk sportélet folyik, a város számos sportban képviselteti magát. Focicsapata, az 1919-ben alapított Sárbogárd LSC a Fejér megyei másodosztályban szerepel. A Sárbogárdhoz tartozó Sárszentmiklós labdarúgócsapata pedig az 1989-ben alapított Sárszentmiklósi SE a Fejér megyei elsőosztályban. A Sárbogárd LSC-nek számos korosztályban van csapata: U7, U9, U11, ifi és a felnőtt korosztálya áll helyt a bajnokságban. A Sárszentmiklósi SE-nek pedig U7, U9, U11, U13, U16, ifi és felnőtt korosztálya szerepel a bajnokságban.

### Kézilabda
Kézilabdában a férfi kézilabdacsapata a VAX KE Sárbogárd a megyei bajnokságban játszik. 2018-tól U9-es korosztálytól egészen U12-is szerepelnek az utánpótlás bajnokságokban. A kézilabda sportot 20 év után 2007-ben élesztették újjá a városban. Az edzéseiket a Mészöly Géza Általános Iskola tornacsarnokában bonyolítják le, a mérkőzéseket az infrastruktúra (szabvány méretű tornacsarnok) hiánya miatt 2019-es évtől pedig a Simontornyai Városi Sportcsarnokban. A férfi felnőtt csapat a 2009–2010-es megyei bajnokságot megnyerte, azonban tárgyi és anyagi feltételek hiányában nem tudott a csapat az NB2-ben indulni. A város női csapata a 2010-11-es szezon végeztével megszűnt.

### Kosárlabda
Sárbogárdon a kosárlabda sport 2008-ban szerveződött újjá. A városnak férfi felnőtt korosztályú csapata van, amely Fejér Megyei Bajnokságban játszik. A mérkőzések és edzések a Sárszentmiklósi Általános Iskola tornatermében történnek. A 2011–2012-es szezonban 14 fővel indult a csapat a bajnokságban.

### Íjászat
Az íjászsport Sárbogárdra az 1970-es évek elejére érkezett meg Pál Viktor tanácselnök, Ács István Ágoston és Stern Éva jóvoltából. 1988-ig a Videoton SE szakosztályaként működött. 1988 és 1991 nyara között az íjászat szünetelt Sárbogárdon. Gilicze László 1991-ben szakosztályi szinten újraélesztette az íjászatot. 1999-ben a szakosztály tagjai elhatározták, hogy kiválnak az Sárbogárd SE-ből, s létrehoznak egy új egyesületet, 2000. június 9-én Sárréti Íjász Club Egyesület néven. November 8-i ülésén a Magyar Íjász Szövetség felvette tagjai közé őket.

### Shotokan karate
Sárbogárd a küzdősportban is jeleskedik. A városban shotokan karate oktatás folyik, aminek klubja is van, megalapítása Németh László nevéhez fűződik. Sárbogárdon napjainkig nincs más karateiskola, csak a shotokan karate, pedig számos irányzat próbált itt iskolát alapítani, de mind hamar megszűnt.

### Galambászat
A postagalambsport is jelen van Sárbogárdon. A D-13 Postagalamb Sport Egyesület 1989-ben lett bejegyezve a Fejér Megyei Bíróság 202-es sorszáma alá. Az egyesület tagja a Magyar Postagalamb Szövetségnek és a Dél-Duna Tagszövetségének. Az egyesület évértékelőit mindig a Két Kovács Vendéglőben rendezik meg. A 2009-es esztendőben az egyesület egyik tagja elnyerte az Anker-kupát.

### Asztalitenisz
Asztalitenisz egyesület 1994-ben alakult Sárbogárdon. Az klub először 1995-ben nevezett a megyei első osztályba, a női csapat pedig az NB 2-be, utóbbi 1999-ben visszavonult. Az egyesület utánpótlás-nevelést folytat a kezdetektől. Napjainkban megyei és NB3-as csapata van az egyesületnek. Minden évben a Sárbogárdi Napokon asztalitenisz csapatversenyt rendeznek Sárbogárdon.

### Lovas sport
A Sárbogárdi Lovas Egyesület 1997-ben jött létre. Az ugrósport volt ekkoriban a fő csapásirány. Sárbogárdon 1995-től minden évben megrendezik a Hintók Versenyét az Ifjúsági Parkban.

### Autósport
Sárbogárd autósport egyesülete a Zsobi Racing Autósport Egyesület egy 2004-ben létrejött ralicsapatból alakult meg 2006-ban. Az egyesület pilótája Zsobrák Róbert, a navigátora pedig dr. Murányi Róbert, mindketten a sárbogárdi rendőrkapitányságon dolgoznak.
2005-ben egy Lada 2105 (Lada Riva) típusú versenyautóval indultak a TAM-BAU Kupasorozatban, 2006-ban pedig egy Volkswagen Golf típusú versenyautóval a Suzuki Hirt Kupasorozatban.
Az egyesület céljai közt szerepel, hogy a technikai sportok iránt érdeklődő fiatalok szervezett formában próbálják ki az autósportot(en) és el tudják mélyíteni szakmai tudásukat e téren. Továbbá az autósport népszerűsítését is céljuknak tekintik.

### Testépítő klub
A Delta Testépítő Klub épülete az Ady Endre út 114. házszáma alatt található. A testépítés mellett szaunázásra és masszásra is lehetőség van.
A Delta Testépítő Klub tagja, Horváth Tibor 2000-ben a Langermann Péter emlékversenyen fekvenyomó és erőemelő egyéni versenyszámban indult. Erőemelésben második, fekvenyomásban ötödik helyezést ért el.

### Természetjáró kör
A természetjáró kör a Fejér Megyei Természetbarát Szövetség tagszervezete 1993-ban alakult meg. Minden évben 13-14 túrát szerveznek, melyből tíz egynapos, a többi pedig több napig tartó.
A természetjáró kör taglétszáma 2001-ben 13 fő, 2002-ben 11 fő, 2003-ban 14 fő, 2004-ben 13 fő, 2005-ben 20 fő.

### Sportlövészet
Az 1992-ben alapított Flórián 07 Lövészklub nevezetű egyesület műveli Sárbogárdon a sportlövészetet. Az egyesület elnöke Kiss András. A lövészklub céljai közt szerepel a sportlövészet népszerűsítése szabadidős és versenyszerű programként, továbbá a tagok versenyzéseihez és felkészüléseihez való feltételek megteremtése. A szervezet lőterén folynak a magányszemélyek fegyvertartási engedélyéhez tartozó maroklőfegyverrel végrehajtott lövészetei.

### Úszás
2018-ban az Ifjúsági Parkban épült egy uszoda, ahol a környező iskolák úszásoktatása folyik.

## Nevezetességei
2000 novemberében emlékművet készítettek az 1956-os forradalom emlékére. Térmeg László bútorkészítő, fafaragó iparművész mellett Gaál János fabútorai lettek berendezve a Sárbogárdi parasztházban, a Köztársaság utca 70. szám alatt, az épület fa szerkezeti megoldásokkal készült.

### Köztéri szobrok

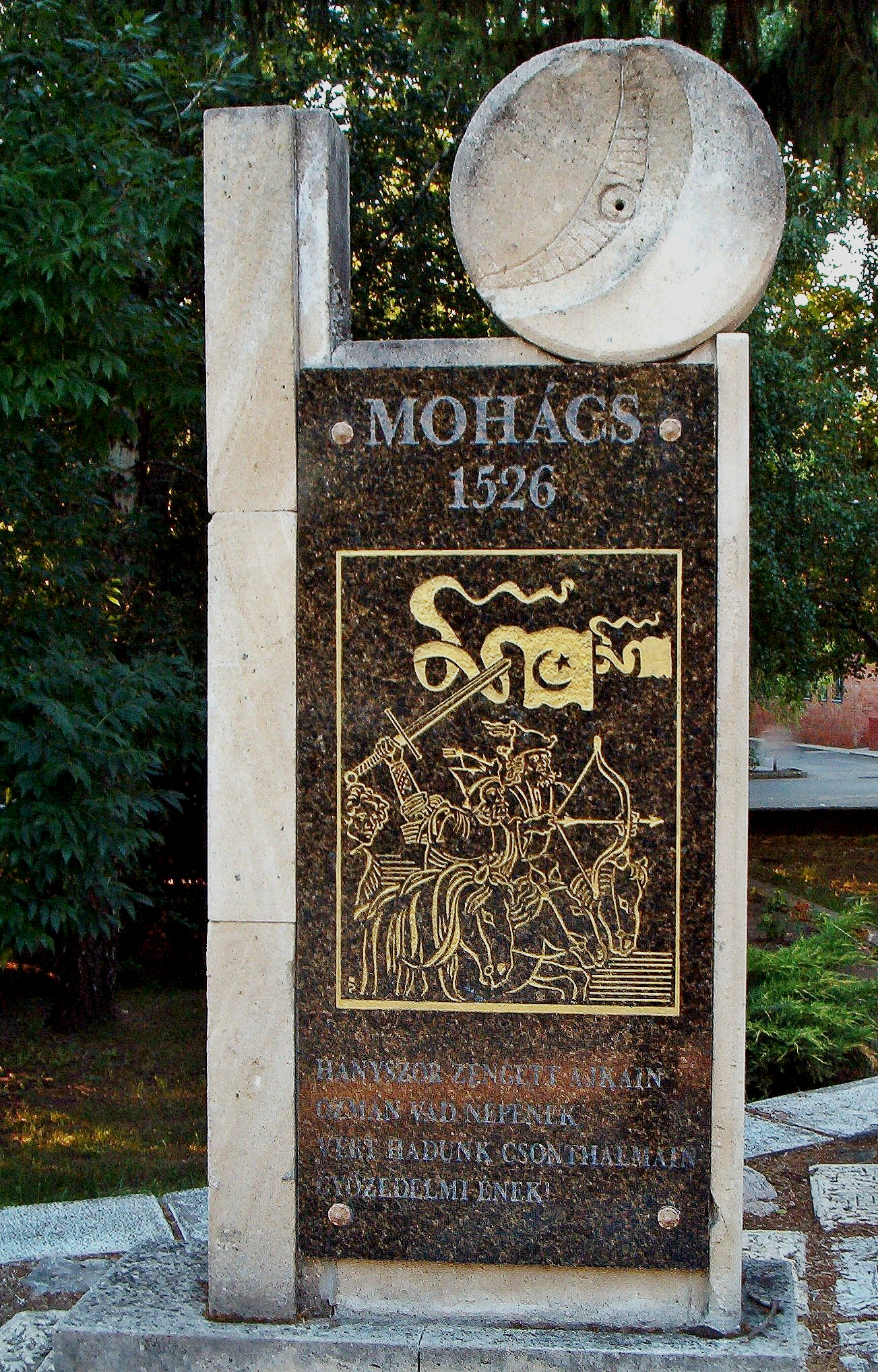
A mohácsi csata emlékműve a millenniumi emlékparkban

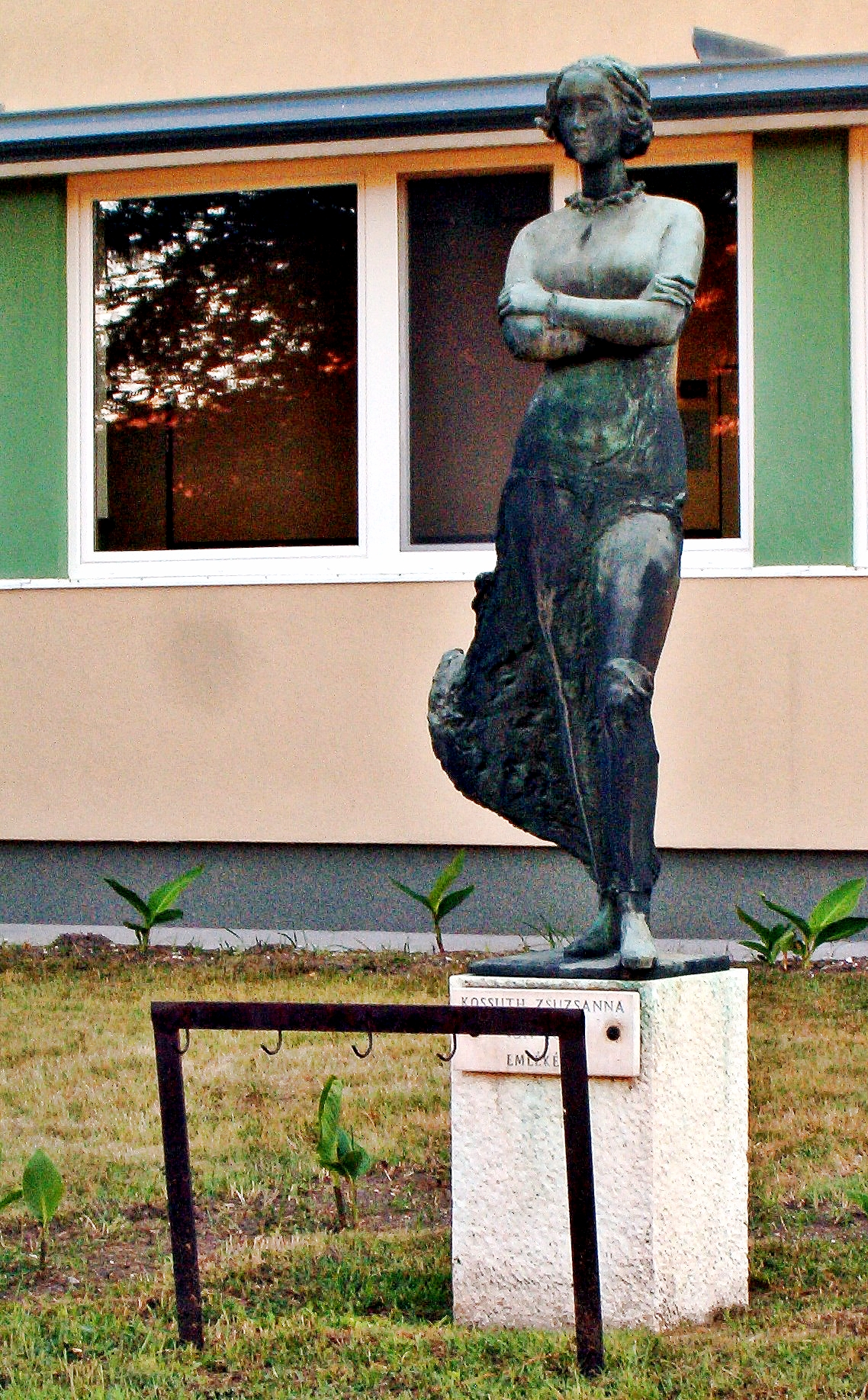
Kossuth Zsuzsanna szobra

Sárbogárdon viszonylag kevés köztéri szobor található. Főleg idekötődő személyeknek, illetve Sárbogárdot is érintő eseményeknek van köztéri szobruk, mint például Boross Mihály emlékműve, aki utolsó éveit Bogárdon töltötte. A neki állított emlékművet Huszár Péter kőfaragó tervezte és a kivitelezését az ő cége hajtotta végre. Az alkotás az Ady Endre út és az Attila utca kereszteződésével határolt üzletközpontnál található. Sárbogárdhoz kötődő személy még, akinek köztéri szobra van a városban Kossuth Zsuzsanna és Petőfi Sándor. Kossuth Zsuzsanna 1841-ben kötött házasságot Meszlényi Rudolffal, aki sárbogárdi születésű volt. Az asszony Sárbogárdra költözött és 1842–1848 között élt a városban. Köztéri szobra a nevét viselő rendelőintézet előtt áll, 1977 óta, Balás Eszter műve.
A Petőfi Sándornak állított szobor a költő nevét viselő gimnázium udvarán áll, a főbejárat közelében. A gimnázium épületeit a Hadik család kastélyának parkjában emelték. 1841-ben ebben a kastélyban lépett fel Petőfi Sándor színtársulatával, emlékét az iskola udvarán álló mellszobra őrzi, Meszlényi János alkotása, mely 1975-től áll a gimnázium udvarán. Meszlényi a fiatal, 18 éves Petőfit örökítette meg művén.
Eseményhez fűződő alkotás a millenniumi emlékpark és a Sárszentmiklóson található első és második világháború áldozatainak emlékműve. Az emlékparkot 2001-ben avatták fel, Huszár Péter kőfaragó munkája Sárbogárd városképének egyik meghatározó eleme lett. A második világháború hősi halottainak emlékműve a Sárbogárdhoz tartozó Sárszentmiklóson található, gondozott parkban, forgalmas közút mellett. Az emlékműhöz kopjafák is tartoznak.
A városnak vallási jellegű köztéri alkotása is van a Szent Miklós püspökről nevezett plébánia kertjében, a Szentháromság-szobor, amit 1885-ben Kálmán Ferenc és neje Klár Erzsébet állíttatott.

### Zsinagóga

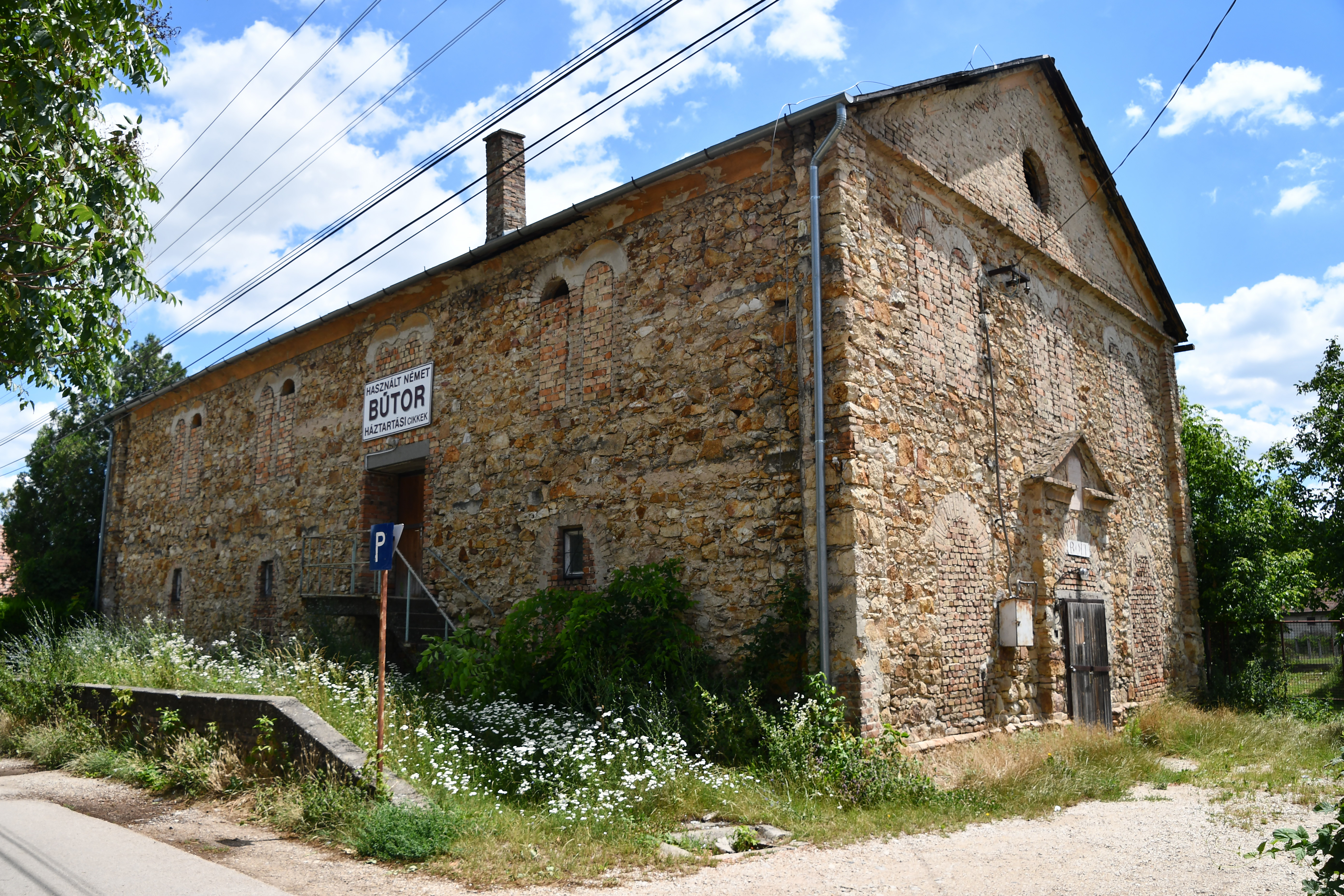
Az egykori zsinagóga

A sárbogárdi zsinagóga a Bercsényi utcában található. Az egykori imaház ma magántulajdonban van, a földszintjén ruhabolt, az emeletén bútorlerakat működik. Az építmény statikailag rendben van, de állapota leromlott. Helyi fiatalok a zsinagóga padlásterében megtalálták a hitközség iskolaszéki iratainak és a helyi rabbi levelezésének egy részét. A város helyi építészeti szabályzatáról szóló 8/2005 (III.30.) önkormányzati rendelet országos műemléki védelem alatt álló épületként említi a zsinagógát.

### Térmeg-ház
A Térmeg-házat 1991-ben Térmeg László a régi nagyszülői parasztházból alakította ki. A házat a Szent István Király Múzeum munkatársa, Fülöp Gyula nyitotta meg. Egyik szobájában galéria, a középső helyiségben népművészeti bolt, a belső szobában tájmúzeum működik. A tájmúzeumban szakavatottan restaurált eszközöket és bútorokat láthatunk. A népművészeti boltban kézműves dolgokat árulnak, de az idegenforgalom hiánya miatt kicsi a bevétel.

### Tájház
A sárbogárdi tájház a Tury Miklós utcában található. Ott megismerkedhetünk Sárbogárd történelmével, az egykoron élt helyi parasztság életével, a helyiek népművészetével, és szokásaival. A tájház 19. századi és 20. század elejéről származó bútorokkal van berendezve. A tájház már nem működik, az épület állaga kissé leromlott, gondozatlan.

### Bronzkori földvár („Bolondvár”)

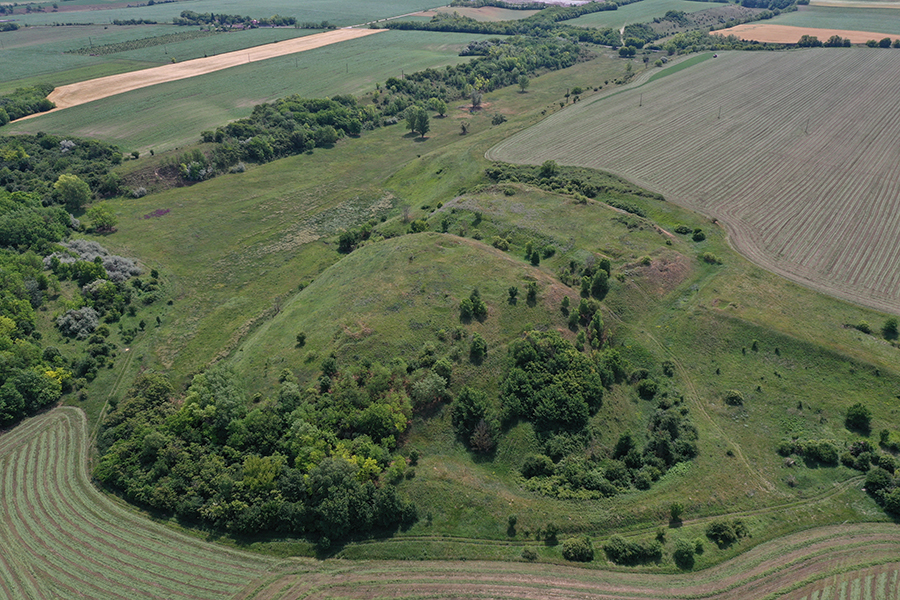
A bronzkori földvár

Sárbogárd legrégebbi emléke az úgynevezett „Bolondvár”, egy bronzkori földvár sáncai a várostól északkeletre. Egy, a Bolondváron történt hitelesítő ásatás szerint, a Vatya-kultúra második időszakában készült a földvár. Egy kutatás a földvár létrejöttét a halomsíros kultúra elleni védekezéssel magyarázta.
A sárbogárdi Bolondváron napjainkig megtalálható az érintetlen, természetes löszvegetáció, amely nemcsak régészeti szempontból teszi különlegessé a földvárat. A Bolondvár és a mellette húzódó völgy az erdős puszta egy darabját őrzi.
A Bolondvár Magyarországon az egyik legnagyobb, s a legépebben fennmaradt bronzkori földvárnak számít. Teljes hossza 160 méter, a legnagyobb szélessége pedig 105 méter.

### Rétszilasi-tavak Természetvédelmi Terület
A védett terület kiterjedése kb. 1500 hektár, ebből 820 hektár halastórendszer, amiből 588 hektár halastó, 232 hektár pedig nádas.
A természetvédelmi terület madárátvonulási helyszín, a madárvonulási időszakban 80-100 ezer madár számára nyújt táplálkozási és pihenési területet. Továbbá számos védett madárfaj fészkelési helye a Rétszilasi-halastavak, és szaporodóhelye a vidráknak.
A Rétszilasi-tavak Természetvédelmi Terület a Duna–Ipoly Nemzeti Parkhoz tartozik. A halastórendszer 14 nagyobb és több kisebb tóból áll, melyeket már a 19. század elején kialakítottak. A természetvédelmi terület 1997-ben a rámszari egyezménynek köszönhetően bekerült a nemzetközi jelentőségű vizes élőhelyek jegyzékébe.
A halastavak közúton és vasúton (Budapest–Pécs-vasútvonal) egyaránt könnyen megközelíthetőek.

## Vallás

### Templomok

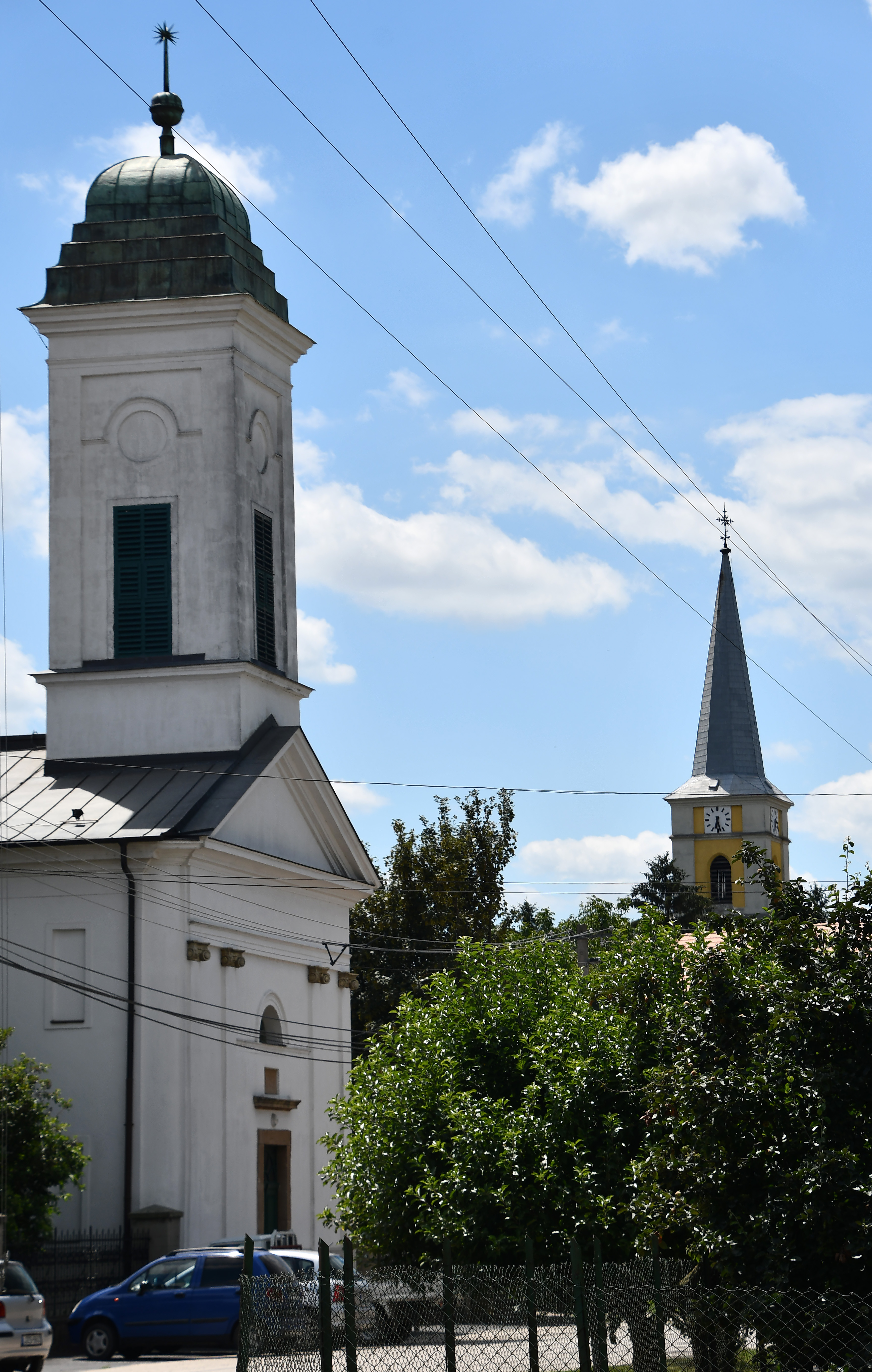
A református templom, háttérben a római katolikus Szent László király-templom tornyával

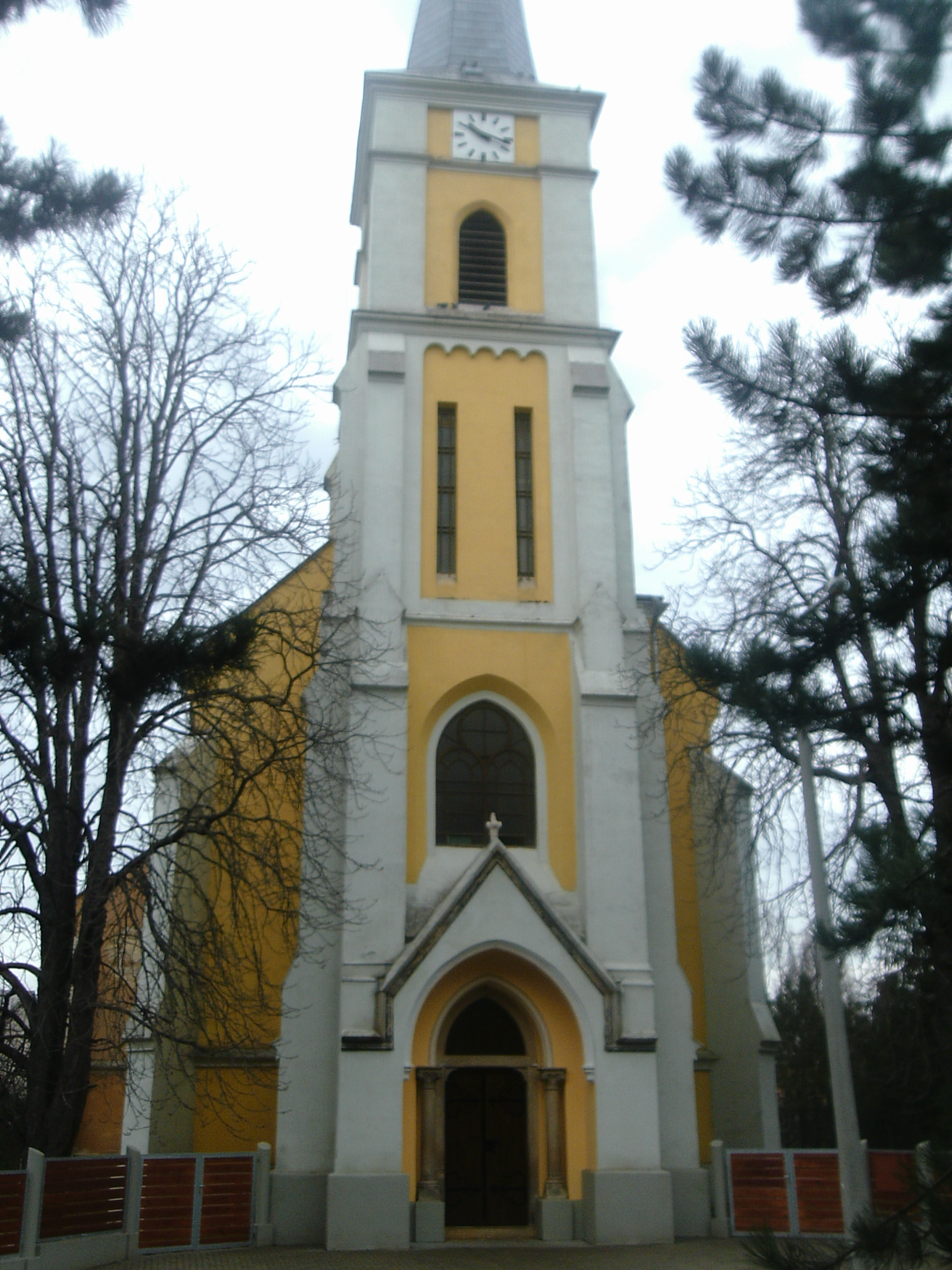
Szent László király-templom

Pusztaegresi Szent Kereszt felmagasztalása kápolna
A római katolikus kápolna neobarokk stílusban épült 1979–82 között.
1921-ig Vajta, majd 1934-ig Cece leányegyháza, 1946-tól önálló lelkészsége van. 1946-tól van lehetőség anyakönyvezésre. Historia domusát 1946-tól írják.
Szent László király templom
A sárbogárdi római katolikus Szent László király templom 1892 és 1894 között épült. 1770-től Sárszentmiklós leányegyháza, 1862-től plébánia. Historia domusát 1862-től írják. Anyakönyvezésre 1862-től van lehetőség.
Alsótöbörzsöki Nagyboldogasszony-kápolna
Az alsótöbörzsöki római katolikus Nagyboldogasszony-kápolnát 1927-ben építették fel. A sárbogárdi Szent László király plébánia leányegyháza.
Kislóki Szűz Mária neve templom
A kislóki római katolikus Szűz Mária neve templom a sárbogárdi Szent László király plébánia leányegyháza.
Sárszentmiklósi Szent Miklós-templom
A sárszentmiklósi Szent Miklós püspök templom felekezete római katolikus. A templomot 1795-ben építették fel Szent Miklós tiszteletére. A templom historia domusát 1907-ben kezdték el írni. Anyakönyvezés 1770-től van. A templom épülete késő barokk stílusú.
Sárszentmiklósi evangélikus templom
A sárszentmiklósi evangélikus templomot 1870-ben építették fel, legutóbb 2008-ban újították fel. Tornyában három harang lakik, ebből kettőt ebből az első világháborúban beolvasztottak. A háború után adakozásból újakat öntettek.
Sárbogárdi Evangélikus Egyházközség temploma
A templom épületét 1949-ben építették fel, melyben régen kovácsműhely volt.
Rétszilasi Ávilai Nagy Szent Teréz-templom
Az Avilai Nagy Szent Teréz-templom felekezete római katolikus. A templom a sárszentmiklósi Szent Miklós püspök plébánia leányegyháza.
Sárhatvani Nagyboldogasszony kápolna

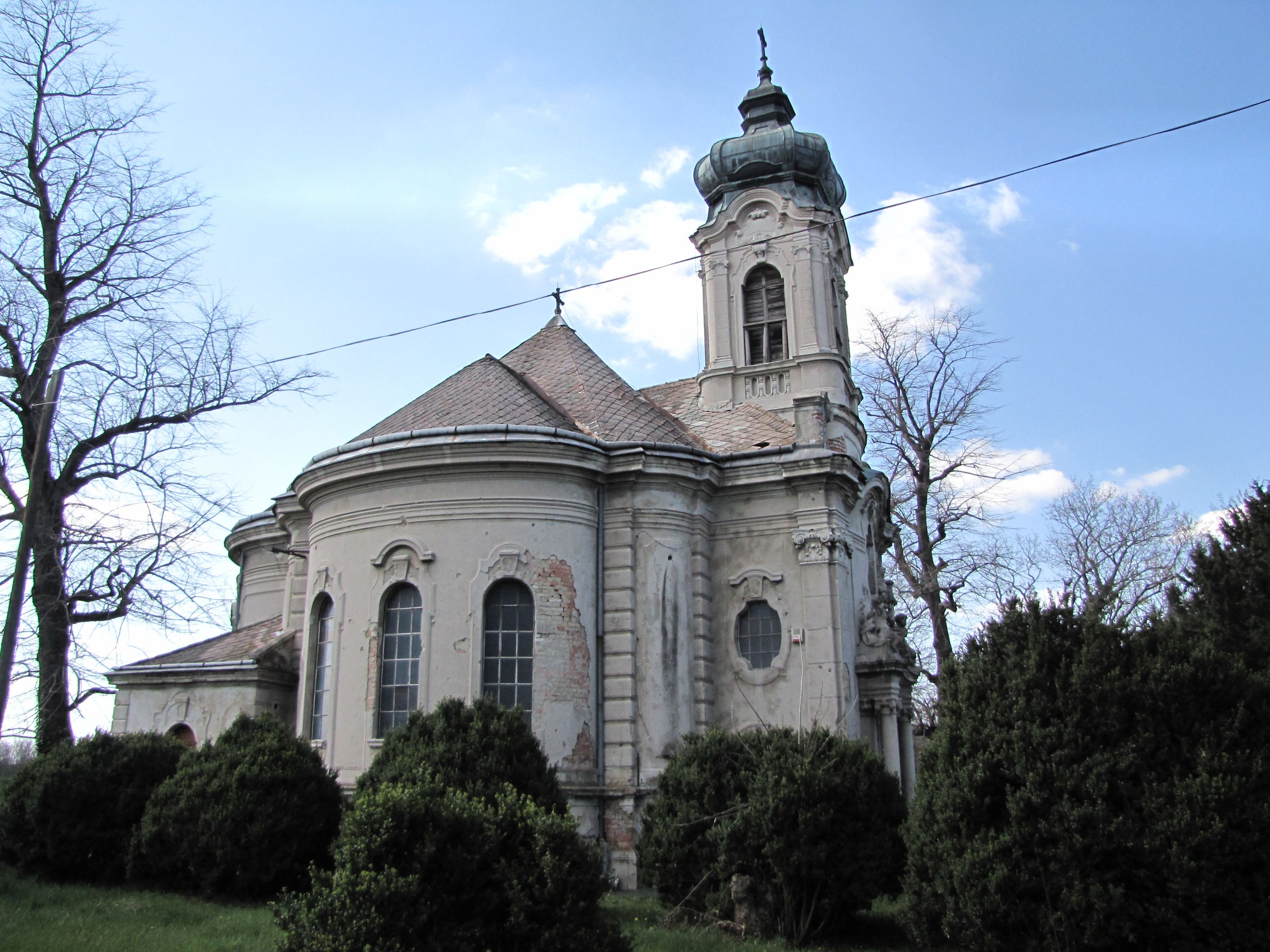
A sárhatvani Nagyboldogasszony kápolna

Felekezete római katolikus. 1923-ban építették fel a templom épületét, neobarokk stílusban. 1963-ig Nagyhörcsökpuszta leányegyháza. 1963 és 1996 között önálló lelkészség, 1996-tól a pusztaegresi Szent Kereszt felmagasztalása plébánia leányegyháza.
Sárhatvani református templom
A református templom 1783 és 1784 között épült fel, barokk stílusban. 1818-ban klasszicista stílusban átépítették, 1830-ban kibővítették.
Nagyhörcsökpusztai Páduai Szent Antal-templom
Felekezete római katolikus. 1922-ben építették fel a templom épül. Sárhatvannal együtt önállósuló kettőslelkészség székhelye, 1963-tól leányegyháza Sárhatvannak. 1996-tól Káloz leányegyháza.
Sárbogárdi Református Egyházközség temploma
1783-ban lett felépítve a templom épülete barokk stílusban, 1817-ben klasszicista stílusban átépítették a templomot. A tornya 1830-ban épült fel. A templom tornyában három harang lakik. A jelenlegi harangok közül két harangot 1949-ben öntettek, egyet pedig 1929-ben.

#### Sárszentmiklósi Református Egyház temploma
A templom épületében korábban református általános iskola működött. A gyülekezet 1948 óta önálló státuszú. 2022-ben haranglábat állítottak az udvarban.

### Felekezetek

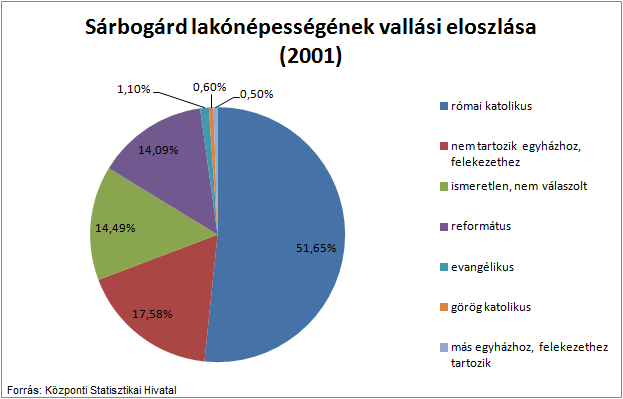
Sárbogárd lakónépességének vallási eloszlása a 2001-es népszámlálás adatai szerint

#### Reformátusok
Az 1702-es vármegyei összeírás, az 1731-es Neoacquistica Commissio és az 1740-es egyházmegyei jegyzőkönyv ezt írja: „Praedium Bogard Nobilium Reform”, vagyis Nemes Bogárdi Református Birtok.
Az 1753-as vármegyei katolikus plébániák összeírását tartalmazó jegyzőkönyv Bogárd és Tinód lakosságát református vallásúnak írja és hogy a vajtai plébános joghatósága alá tartozik a közösség.
Sárbogárdon két református gyülekezet található, a Sárbogárdi Református Egyházközség és a Sárszentmiklósi Református Egyházközség.
1783-ban 839 református, 1820-ban 1348 református, az 1869-es népszámlálási adatok szerint pedig 1826 református élt Sárbogárdon. A 2001-es népszámlálási adatok szerint a lakónépesség 23%-a volt református, vagyis 3114–3115 fő.

#### Izraeliták
Az zsidók sárbogárdi jelenlétének legkorábbi tárgyi emlékét sírkövek őrzik az egykori temetőkben. E temetők egyikében található Bischitz Salamon rabbi síremléke 1788-as évszámmal, aki Prágából menekült magyar földre és az ő nevéhez fűződik a sárbogárdi hitközség megalapítása, ami Magyarország régi hitközségeinek egyike. Bischitz Salamon utódai között sok volt a nevezetes személy, mint például Hevesy György.
Az 1850-es és az 1860-as években kibontakozott vita eredményeképp a zsidó vallás neológ és ortodox irányzatra szakadt, a sárbogárdi hitközség az ortodox irányzat mellett foglalt állást és követte azt 1948-ig. 1865-ben a gyorsan gyarapodó hitközség elemi iskolát alapított, ahol magyar nyelven folyt az oktatás.
1785–86-ban az első országos összeírás Bogárdon 67 fő (7,67%), Tinód pusztán 43 fő (7,72%) izraelita vallású személyt jegyzett fel. Ezek a százalékos arányok meghaladták az országos átlagot, ekkoriban az ország összlakosságának 1,14%-a tartozott az izraelita felekezethez. Az 1869-es népszámlálás 407 izraelita vallású embert jegyzett fel.

#### Lutheránusok
A mai Sárbogárd területére 1740 táján telepedtek le az lutheránusok (evangélikusok). Napjainkban a lutheránus gyülekezet létszáma körülbelül 110 fő körül van. A lutheránusoknak két templomuk van: egy Sárbogárdon és egy Sárszentmiklóson. A környező településeken szórványban élő evangélikusok az egyházközség részét képezik. Az 1869-es népszámlálási adatok szerint Sárbogárdon 85 evangélikus élt, 2001-es népszámlálási adatok szerint pedig a lakónépességének 2,1%-a, vagyis 284–285 fő. A lutheránusok túlnyomó része Sárbogárdon és Sárszentmiklós városrészen lakik.

#### Római katolikusok
Az 1869-es népszámlálási adatok szerint Sárbogárd 1368 római katolikus ember élt, a 2001-es népszámlálási adatok szerint pedig a lakónépesség 54,2%-a volt római katolikus, vagyis körülbelül 7339–7340 fő.
A római katolikusok templomát 1459 előtt szentelték fel Szűz Mária tiszteletére, 1529-ben templomukat a törökök elpusztították. A napjainkban is álló Szent László király templomuk 1894-ben épült fel.
A katolikusok egyházi kórusa a Schola Catholica Kamarakórus. A Schola Catholica Kamarakórus évente zenés rendezvényt tart a katolikus Szent László király templomban. A rendezvényen főleg vallásos ihletésű zeneműveket, de világi műveket is bemutatnak.

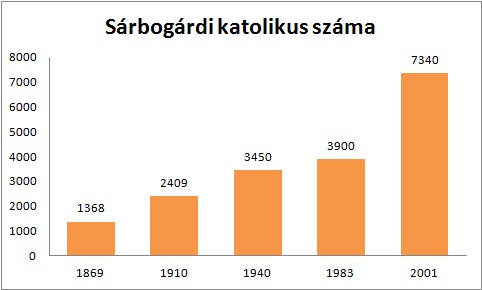
A római katolikusok száma Sárbogárdon néhány évben

2011-ben a vallási megoszlás a következő volt: római katolikus 35,1%, református 15,9%, evangélikus 1,4%, görögkatolikus 0,1%, felekezeten kívüli 16% (30,7% nem nyilatkozott).

## Turizmus
A jelentős átmenő forgalom ellenére alacsony szinten van a turizmus, jövedelemtermelő képessége nem számottevő, pedig jelentős turisztikai vonzerővel rendelkezik, mint a Sárvíz-völgye növény és állatvilága, régészeti lelőhely(ek), lovaglási lehetőség, a Rétszilasi-halastavak által biztosított horgászati és az erdők vadászati lehetőségei. Sárbogárd számára kedvező turisztikai ágazat lehet az ökoturizmus, az aktív és hobbiturizmus, illetve a kulturális turizmus.

### Szállodák, panziók, éttermek

#### Amadeus Étterem és Pizzéria
Az Amadeus Étterem és Pizzéria az Ady Endre út 200. sz. alatt található.

#### Hotel Kovács
A Hotel Kovács az Ady út 1. házszám alatt található 80 férőhelyes szálloda. A szálloda rendelkezik 60 személyes vadászteremmel, 250 személyes nyári kerthelyiséggel, 120 személyes étteremmel és két kisebb különteremmel. A szálloda különböző rendezvények lebonyolítását vállalja.

#### Korona Panzió és Étterem
A Korona Panzió és Étterem a Köztársaság utca 204-es házszáma alatt található étteremmel rendelkező panzió. A panziónak nyolc darab kétágyas szobája van, amikben zuhanyzó és televízió van. A panzióhoz cukrászda, melegkonyhás étterem, pékség és söröző tartozik.

## Híres emberek

### Itt születtek
- 1924. július 15-én Markos Miklós magyar filmrendező, forgatókönyvíró
- 1910. február 10-én Haraszthy Gyula irodalomtörténész, könyvtáros
- 1934. február 13-án Rathmann János filozófiatörténész, germanista, az MTA tagja
- 1956. augusztus 14-én Májer Lajos, labdarúgó
- 1844. május 18-án Mészöly Géza, festőművész
- 1893. február 21-én Bogárdi Iván balneológus és labororvos
- 1970. november 20-án Mikuli Ferenc, a Quimby basszusgitárosa
- 1862-ben Erős Gyula újságíró
- 1919. november 22-én Markovits Györgyi irodalomtörténész
- 1956. december 14-én bogárdi Szabó István református püspök
- A hagyomány szerint innen származik Tinódi Lantos Sebestyén.[221]

### Itt hunytak el
- 1899. március 5-én Boross Mihály népies író
- 1898. február 24-én Sarlay János tanár, honvéd, tüzér
- 1892. február 24-én Benedek József színművész
- 1838 és 1839 között Tompa Mihály költő.[222]
- Itt 1841-ben ide telepedett le Kossuth Zsuzsanna az 1848–49-es szabadságharcban a tábori kórházak főápolónője, Kossuth Lajos legfiatalabb húga.

## Jelképei

### Címere
Sárbogárd címere a mezővárosi időkből származik.
A város címere pajzs alakú, kék alapon ezüst színű horgony, melyet ezüst színű, saját farkába harapó kígyó övez, benne pedig egymásba fonódó két kézfej látható. A pajzs felett háromágú korona helyezkedik el. A kék színű pajzsot búzakalászon álló két arany színű oroszlán fogja közre.

### Zászlaja
Sárbogárd város zászlója zöld színű, szélén ezüstös rojtokkal, közepén a város címerével, alatta pedig fekete betűkkel a város nevének feliratával.

## Testvértelepülések
- Bene, Ukrajna[226]
- Zetelaka, Románia[226]

## Sárbogárd díszpolgárainak listája
- Szabó Imre (2003)[227]
- Simon János (2004)[227]
- Huszics házaspár (2005)[227]
- Leszkovszki Albin (2006)[227]
- Sárközi László (2007)[227]
- Dr. Bakács Tamás (2008)[227]
- Domján János (2009)[227]
- Nagy László (2010)[227]
- Szabó István (2011)[227]
- Dancs Ferenc (2012)[227]

## Képgaléria

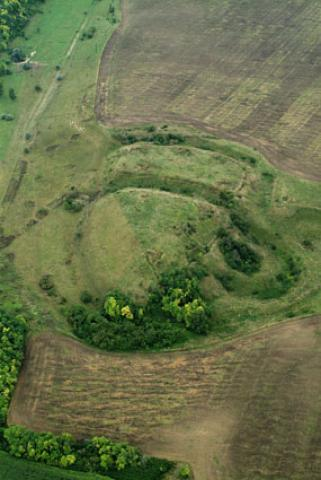
„Bolondvár”
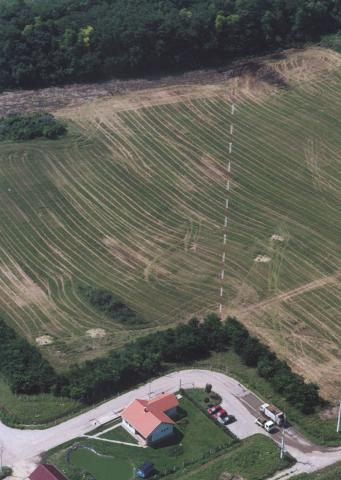
A kislóki adóótorony
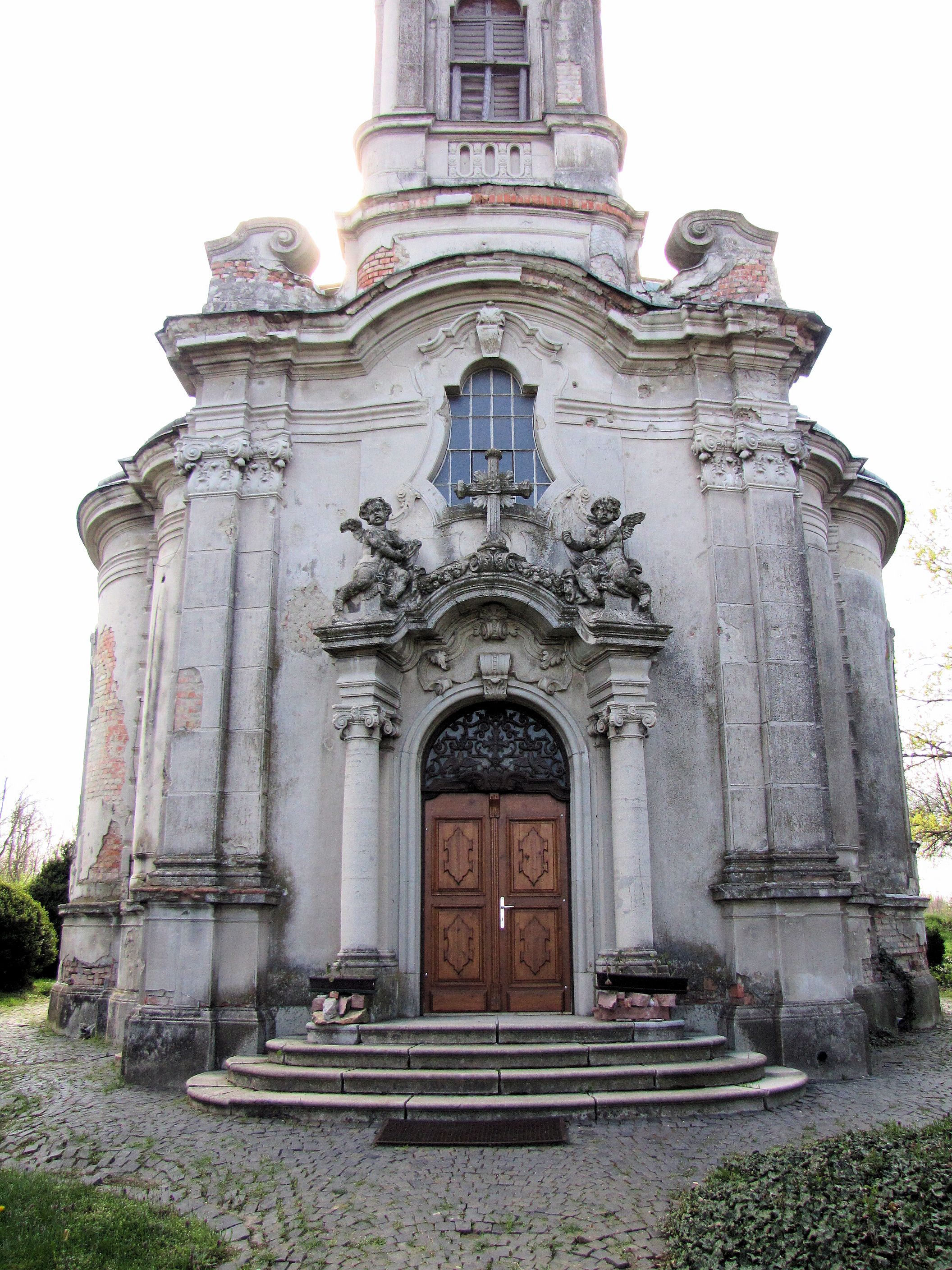
Sárhatvani Nagyboldogasszony-kápolna
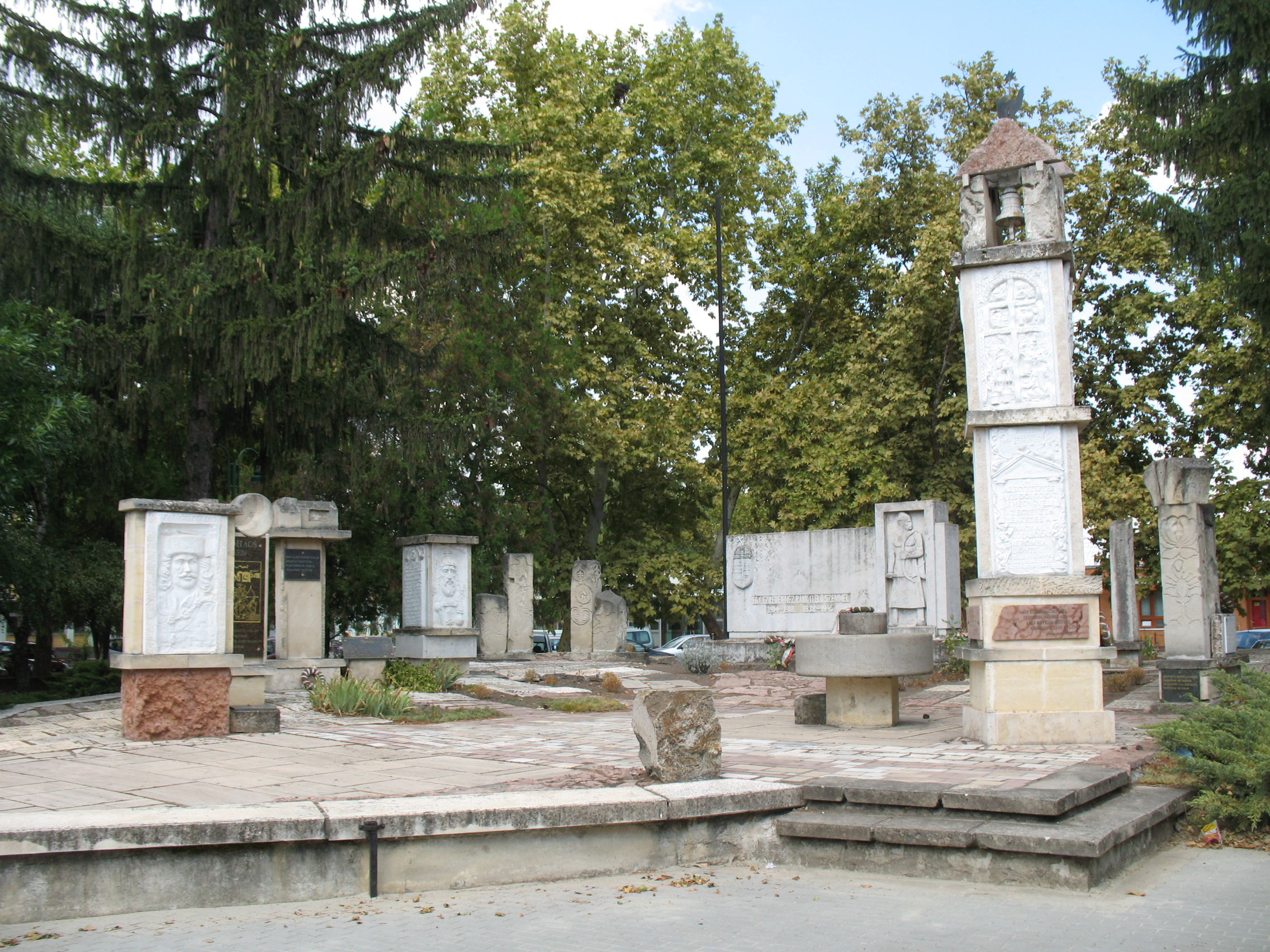
Világháborúk emlékműve
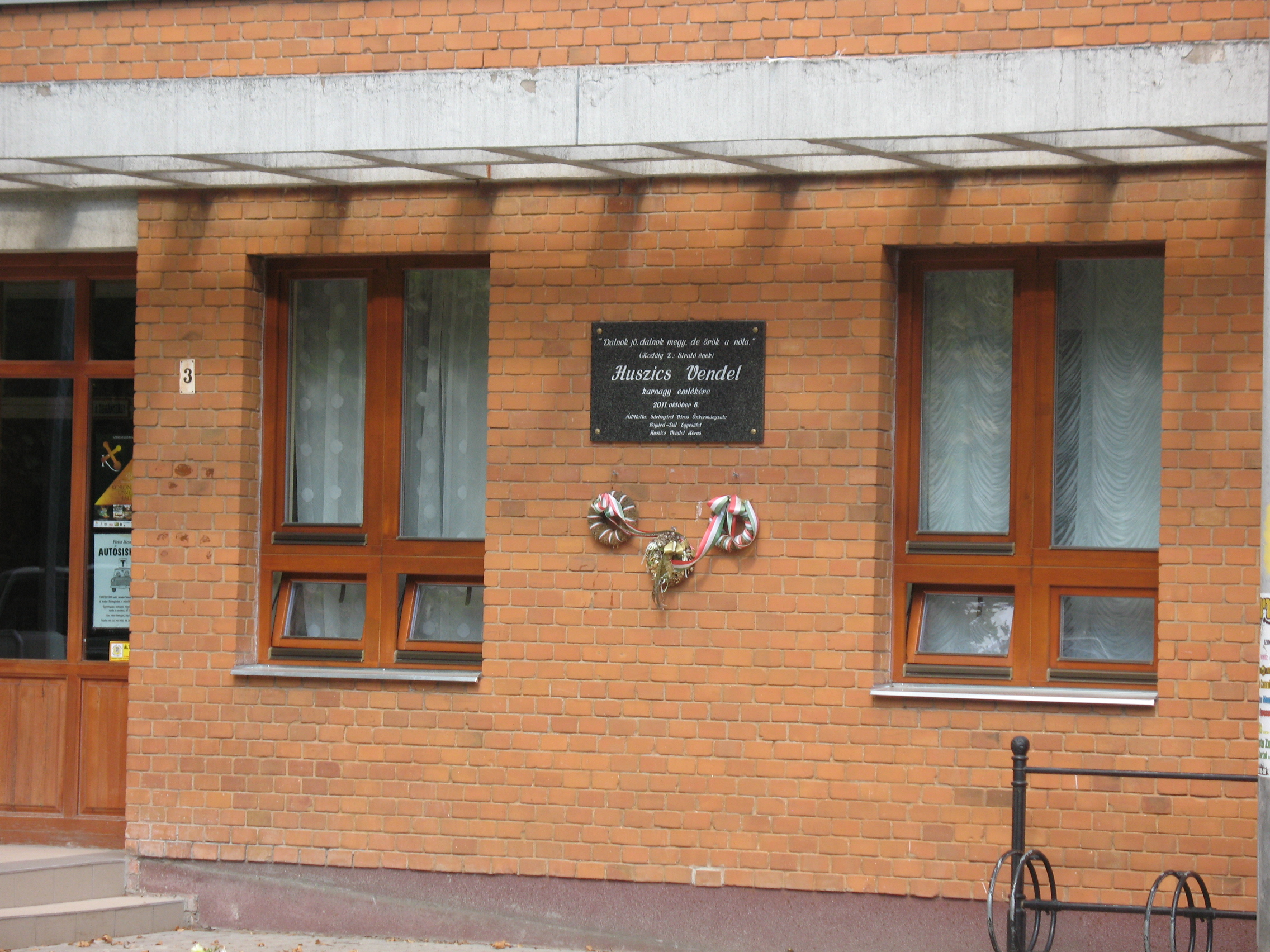
Huszics-emléktábla
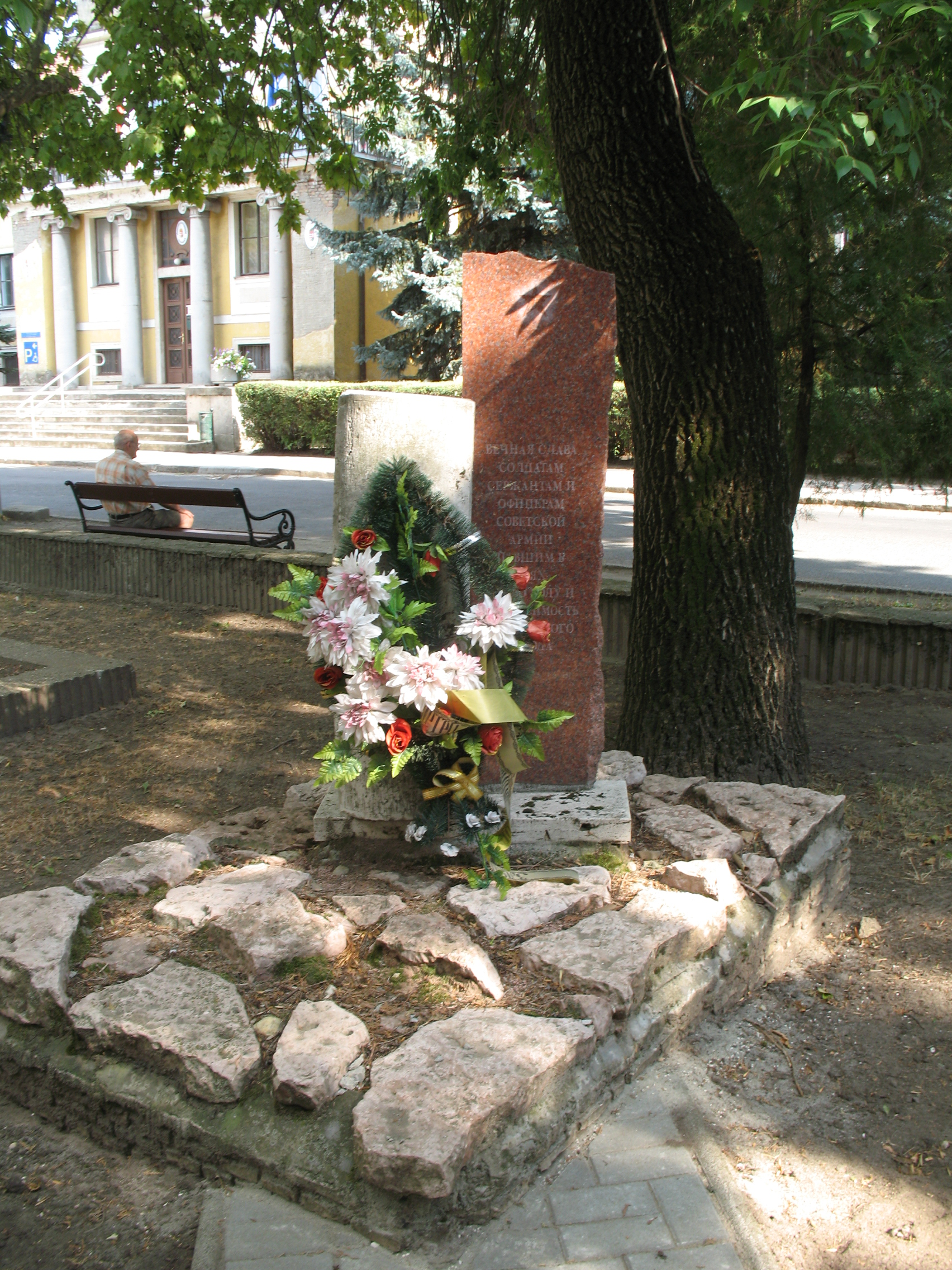
A szovjet emlékmű

## Ajánlott irodalom
- szerk.: Farkas Gábor: Sárbogárd város története, Kállay István és Szita László lektorok, Sárbogárd: Sárbogárd Város Tanácsa, 600. o. (1989). ISBN 963-0329-51-4